# Tercera República francesa
La Tercera República francesa (en francés Troisième République française) fue el régimen republicano en vigor en Francia de 1870 a 1940. Fue el primer régimen francés duradero desde la caída del Antiguo Régimen en 1789. En efecto, Francia había experimentado, en ochenta años, siete regímenes políticos: tres monarquías constitucionales, dos repúblicas efímeras (durante doce y cuatro años respectivamente) y dos imperios. Estas dificultades contribuyen a explicar la indecisión de la Asamblea Nacional, la cual demoró nueve años, de 1870 a 1879, para renunciar a la monarquía y proponer una tercera constitución republicana.
Formando una Constitución de compromiso, las leyes constitucionales de 1875 establecieron una república parlamentaria de tipo bicameral. Marcados por el golpe de Estado de 1851, dirigido por su primer presidente electo, los republicanos acordaron en la práctica al presidente un rol meramente representativo. La Tercera República constituyó lo que Philip Nord llamó «el momento republicano», es decir, un periodo marcado por una fuerte identidad democrática, que las leyes sobre la educación, la laicidad, los derechos de huelga, de asociación y de reunión ilustran. La Tercera República fue también una época en la que la vida de los franceses era «apasionadamente política, tanto como la vida de un pueblo puede serlo en un periodo no revolucionario». Es lo que Vincent Duclert califica de «nacimiento de la idea de Francia como nación política».
Durante los siglos XIX y XX, el imperio colonial francés fue el segundo imperio colonial más grande del mundo solo detrás del Imperio Británico; se extendió sobre 13 500 000 km² (5 200 000 millas cuadradas) de tierra en su apogeo en las décadas de 1920 y 1930 o el 10% de la superficie terrestre. Sin embargo, en términos de población, en vísperas de la Segunda Guerra Mundial, Francia y sus posesiones coloniales totalizaban solo 150 millones de habitantes, en comparación con los 330 millones de la India Británica.
La Tercera República fue también un periodo marcado por toda una serie de reformas sociales a las cuales la sociedad aspiraba, notablemente por la adopción de una legislación más favorable para los empleados.
Nacida en la derrota, la Tercera República evolucionó de su proclamación a su caída en un contexto de confrontación con Alemania. La Tercera República es el régimen que permitió a la república instalarse de manera duradera en la historia francesa después del fracaso de la primera (1792-1804) y segunda (1848-1852), las cuales sólo habían durado doce y cuatro años, respectivamente.

## Contexto

### Antecedentes: republicanismo y revoluciones
Francia ya había experimentado en dos ocasiones regímenes republicanos, por lo cual la ideología del republicanismo no resultaba ajena a la historia política del país. Así, en el contexto de la Revolución francesa, se instauró la Primera República tras el destronamiento de Luis XVI, la cual existió entre los años 1792 y 1804, cuando Napoleón Bonaparte la disolvió al proclamarse emperador. Asimismo, tras la Revolución de 1848 que destronó al rey Luis Felipe I, se proclamó la Segunda República, que duró hasta 1852, cuando Luis Napoleón Bonaparte instauró el Segundo Imperio

### La guerra franco-prusiana
El 19 de julio de 1870 había estallado la guerra franco-prusiana entre el Segundo Imperio francés y el Reino de Prusia, en la cual este último había logrado la colaboración militar de otros estados alemanes (como el Gran Ducado de Baden o los reinos de Wurtemberg y de Baviera). Iniciadas las campañas bélicas entre las tropas en lucha, el curso de la guerra se inclinó pronto a favor de Prusia, que obtuvo continuos triunfos militares sobre los franceses. El propio emperador francés Napoleón III había asumido el comando militar de sus fuerzas, pero a fines de agosto quedó cercado con un gran contingente de soldados franceses en las fortificaciones de Sedán, soportando allí un duro asedio de las tropas prusianas. Sin posibilidades reales de romper el cerco o salvar sus tropas, Napoleón III aceptó capitular ante los jefes militares prusianos el 2 de septiembre de 1870 y quedó como prisionero de guerra junto con varios miles de sus soldados. Tal decisión resultó crucial para la política de Francia, al quedar el país repentinamente sin jefe de Estado.

## Inicios de la República (1870-1871)

### Proclamación: el Gobierno de Defensa Nacional
En medio de la furia popular contra Napoleón III al conocerse la derrota de la Batalla de Sedán, el político Léon Gambetta, líder de la oposición republicana en la Asamblea Nacional, proclamó la República en París el día 4 de septiembre. El mismo día, se estableció en la capital un Gobierno de Defensa Nacional encabezado por el general Louis Jules Trochu, gobernador militar de París, y compuesto entre otros de Gambetta, Jules Favre, Jules Ferry, Henri Rochefort, Jules Simon, Emmanuel Arago y Adolphe Crémieux.
Los esfuerzos del nuevo régimen no impidieron que las fuerzas prusianas al mando del general Helmuth von Moltke pusieran sitio a París desde el 19 de septiembre. Los esfuerzos del Gobierno de Defensa Nacional resultaron vanos y no fue posible reconstruir un ejército francés capaz de levantar el asedio prusiano a París, que capituló el 28 de enero de 1871 tras varios meses de privaciones y hambruna. El general Moltke recibió órdenes de Otto von Bismarck de dejar una guarnición prusiana en París, pero retirar la mayor parte de sus tropas a posiciones de fácil defensa cercanas a la ciudad. En paralelo, quedó acuartelada allí la llamada Guardia Nacional, que había sido encargada de asegurar la defensa de la capital durante el asedio prusiano.
El Gobierno de Defensa Nacional pactó un armisticio con los prusianos el 28 de enero de 1871, para así celebrar elecciones legislativas para la Asamblea Nacional el 8 de febrero. Como resultado de estas elecciones, Adolphe Thiers ocupó la presidencia de Francia desde el 18 de febrero; no obstante, Thiers no fue proclamado «presidente» de manera oficial, sino «jefe del Poder Ejecutivo de la República», en consideración a que el régimen republicano aún no estaba regulado por una Constitución. De los 768 escaños de la Asamblea Nacional, solo 675 pudieron ser ocupados por causa de la guerra; asimismo, los monárquicos resultaron ser mayoría absoluta al ganar 396 escaños.

### Sublevación: la Comuna de París
La Guardia Nacional, formada en su mayoría por individuos de las clases populares y miembros de la pequeña burguesía, mantuvo un gran resentimiento contra el Gobierno de Defensa Nacional, que no pudo impedir la rendición de la ciudad de París. De hecho, la Guardia Nacional rehusó entregar a las tropas gubernamentales sus cañones y armas pesadas; finalmente, el 18 de marzo de 1871 se sublevó y tomó el control de París, instaurando un gobierno municipal popular conocido como la Comuna de París, en oposición a la política del Gobierno de Defensa Nacional instalado en Versalles y presidido por Adolphe Thiers. La Comuna sería combatida por las fuerzas gubernamentales y acabaría violentamente aplastada en una campaña militar —incluyendo un severo y destructivo combate urbano dentro de París— que terminó el 28 de mayo de 1871.
Tras el Tratado de Fráncfort firmado el 10 de mayo de 1871, el Gobierno francés pactó la paz con el Imperio alemán, acordando la retirada parcial de las tropas prusianas del suelo francés. Francia cedió a Prusia la provincia francesa de Alsacia, parte de los Vosgos y parte de la provincia de Lorena, que fueron anexadas como «territorio imperial». Además, aceptó pagar reparaciones de guerra por un importe de 5000 millones de francos de oro, mientras Prusia ocupaba con sus tropas varios departamentos del norte de Francia hasta el pago total de la deuda.

## Intento de restauración monárquica (1871-1873)
Aprovechando la caída de Napoleón III, varios grupos monárquicos trataron de instaurar en Francia una monarquía constitucional, para lo cual ya existían desde hacía muchos años dos bandos aspirantes al trono francés. El primero era de los legitimistas, que apoyaban a los Borbones herederos de Carlos X (derrocado en 1830) y reconocían como rey a su nieto Enrique de Artois, conde de Chambord. El otro bando era el de los orleanistas, partidarios de los herederos de Luis Felipe I, el «Rey Ciudadano» derrocado en 1848, con su nieto Luis Felipe, conde de París, como legítimo heredero.
Ambos grupos pactaron que el conde de Chambord reinara como Enrique V de Francia, y que a su muerte, como no tenía hijos, heredase el trono el conde de París. Enrique de Artois retornó brevemente a Francia en julio de 1871 e, instalado en Chambord, rechazó la bandera tricolor y pidió restablecer la antigua bandera monárquica (blanca con flores de lis) usada durante la Restauración. Estas condiciones causaron la división entre los monárquicos y la alienación de la opinión pública, haciendo imposible la «restauración» proyectada, al punto que el propio Adolphe Thiers, pese a su conservadurismo, prefirió empezar a formalizar la República.
Aunque, tras la renuncia de Thiers en mayo de 1873, ocupó la presidencia el monárquico mariscal Patrice de Mac Mahon y en la Asamblea Nacional subsistió una mayoría monárquica hasta las elecciones legislativas de 1876, la intransigencia del conde de Chambord favoreció la causa republicana y dividió a los diputados monárquicos. Por su parte, el conde de París, que había jurado fidelidad a «Enrique V de Francia», tuvo que esperar a la muerte de este, en 1886, para reclamar el trono; sin embargo, por aquel entonces, la república ya estaba firmemente establecida.

## La República toma forma (1873-1882)

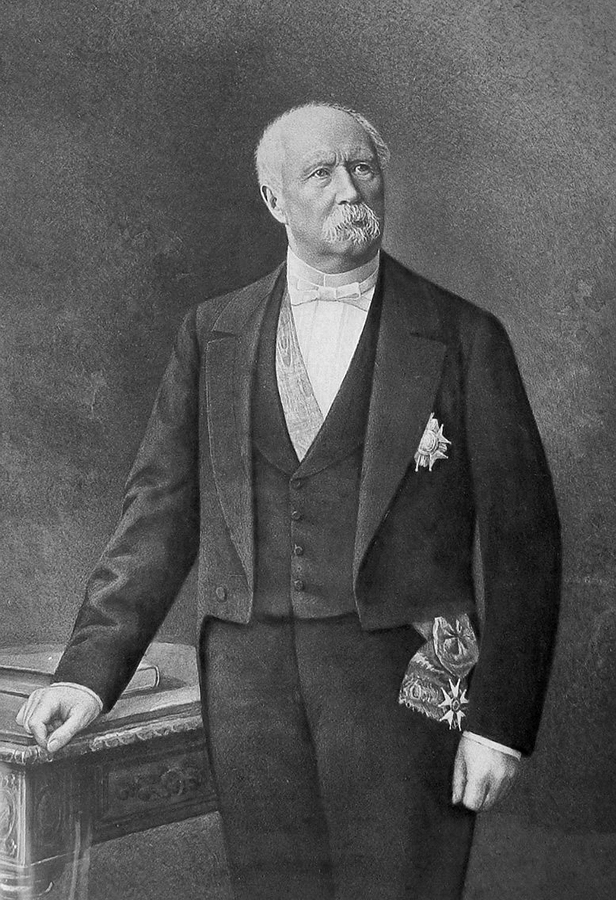
El general monárquico Patrice de Mac Mahon como presidente de la República Francesa en 1873.

### Monarquía o República: la Enmienda Wallon
Aunque el general monárquico Patrice de Mac Mahon fue elegido presidente de Francia en 1873 para gobernar por un plazo de siete años, pronto los republicanos ganaron mayor preponderancia política. La impopularidad de la monarquía definió el debate político cuando la Asamblea Nacional discutió una nueva Constitución durante el año 1874, al punto que, el 30 de enero de 1875, los diputados republicanos se consideraron lo bastante fuertes para proponer la Enmienda Wallon al proyecto constitucional para agregar: «El presidente de la República es elegido por el Senado y por la Cámara». Esta frase fue aprobada en la Asamblea Nacional por un solo voto —353 a favor y 352 en contra— y, con ello, Francia quedó oficialmente consagrada como república.

### Bases republicanas: las leyes constitucionales
Entre febrero y julio de 1875 se sentaron las bases de la república con la aprobación de leyes constitucionales. Se creó un Parlamento con dos cámaras: la Cámara de los Diputados y el Senado de Francia, así como los cargos de presidente de la República y presidente del Consejo (o primer ministro). El jefe de Estado era el presidente de la República, mientras que el jefe de Gobierno era el primer ministro, a quien elegían la Cámara de los Diputados y el Senado. Estos cuerpos legislativos eran elegidos por sufragio universal —directo en el caso de la Cámara e indirecto el Senado— y, reunidos, eran los encargados de elegir al presidente; una moción de censura parlamentaria podía forzar la inmediata dimisión del primer ministro, pero nunca del presidente, cuyo mandato duraba siete años.

### República contra monarquía: elecciones contra presidencia
Las elecciones generales a la Cámara de los Diputados del 20 de febrero de 1876 dieron una clara victoria de los republicanos, por lo que el presidente de la República nombró sucesivamente como presidentes del Consejo a dos republicanos conservadores, Jules Dufaure y Jules Simon, que no lograron la confianza del Parlamento. Para el 16 de mayo de 1877, la opinión popular había dejado de apoyar la monarquía y apoyaba ahora a la instauración definitiva de la república.
El presidente de la República, Patrice de Mac Mahon, duque de Magenta y monárquico convencido, maniobró a último momento para restaurar la monarquía al cesar en su cargo al primer ministro Jules Simon y colocar en su lugar al monárquico duque de Broglie, en contra de la mayoría parlamentaria. Luego, Mac Mahon disolvió la Cámara de Diputados y convocó elecciones en octubre de 1877, que confirmaron la mayoría republicana. El presidente no reconoció el resultado de las elecciones, que se habían hecho por sufragio universal masculino, e intentó de nuevo disolver la Cámara de Diputados, pero el Senado se lo negó. La maniobra no obtuvo el resultado que Mac Mahon esperaba, y se le acusó de intentar un golpe de Estado. Las elecciones municipales de enero de 1878 dieron la mayoría de los ayuntamientos a alcaldes republicanos, un éxito que confirmaron las elecciones para renovar un tercio del Senado en enero de 1879. Aislado y sin apoyos, el «presidente monárquico» Mac Mahon se vio obligado a renunciar el 28 de enero de 1879.

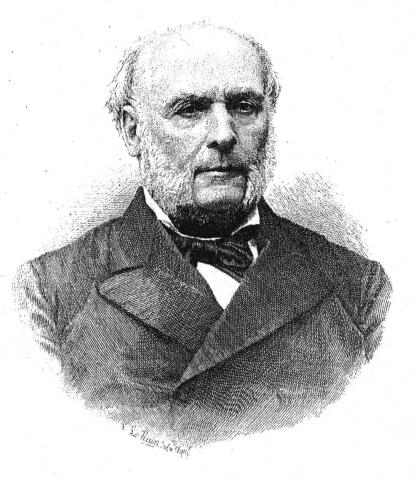
Jules Grévy, segundo presidente de la Tercera República

### Afirmación del parlamentarismo
La Cámara y el Senado eligieron entonces para sucederle al abogado Jules Grévy, un republicano moderado. El nuevo presidente de la República declaró en su toma de posesión que «nunca iría en contra de la voluntad de las cámaras» y renunció a su derecho legal de disolver la Cámara de Diputados, iniciando con este gesto un régimen fundamentalmente parlamentarista —una de las características principales de la Tercera República—. Siguiendo el ejemplo de Grévy, la mayoría de los siguientes jefes de Estado se mantuvieron en un papel discreto detrás de los presidentes del Consejo de Ministros que asumían en la práctica el gobierno del país.
En 1879, Jules Grévy nombró a la presidencia del Consejo de Ministros al republicano Jules Ferry, quien se convirtió en una de las personalidades más destacadas de la República. En junio de 1882, el Parlamento aprobó la ley de alienación, que permitió al Gobierno vender la mayoría de las joyas de la Corona, con el objetivo de sufragar el acceso gratuito de la población a los museos nacionales y, además, lanzar un gran golpe de propaganda contra los monárquicos con el lema: «No puede existir un rey si ya no existe corona ni cetro».

## El ideal del laicismo

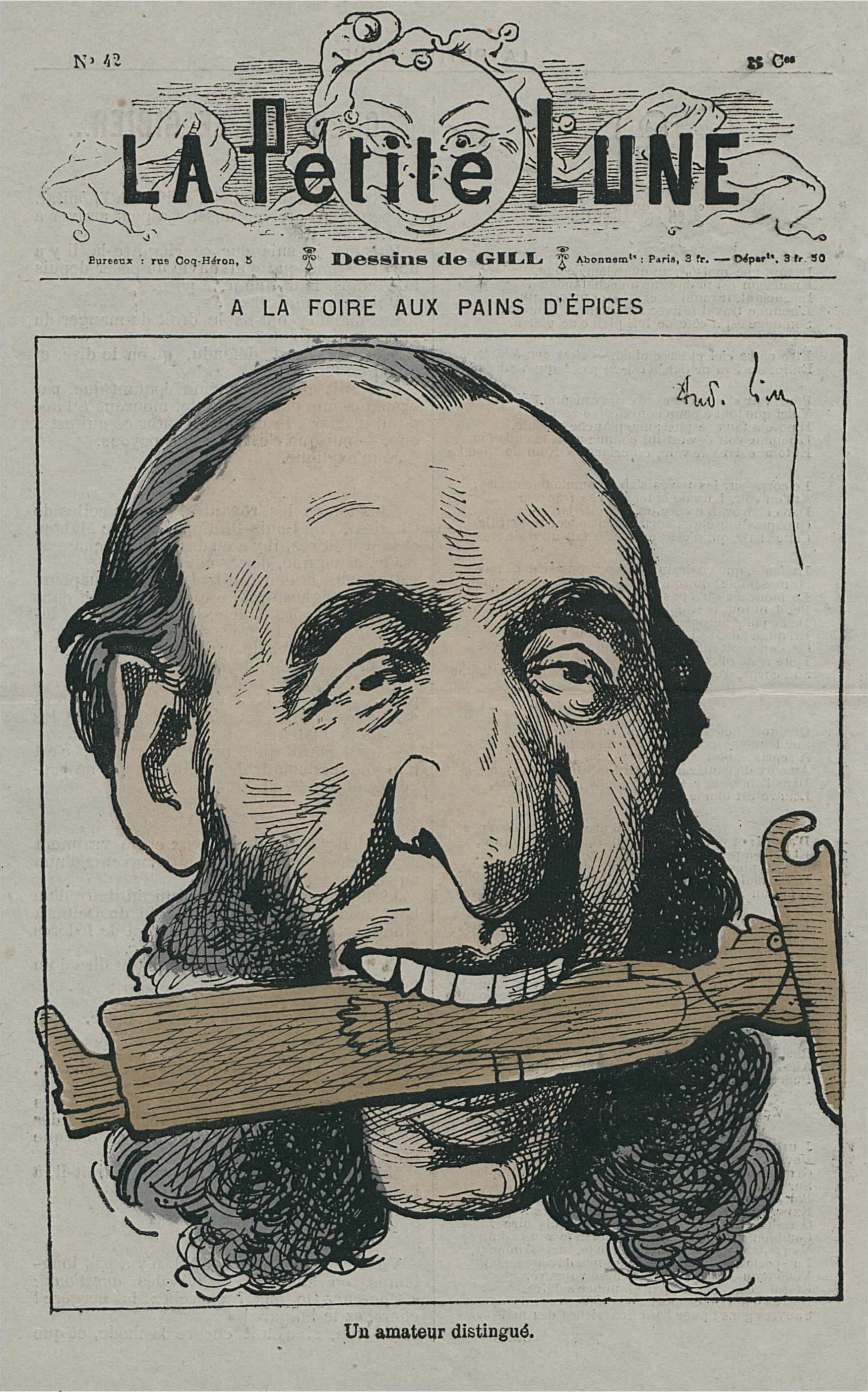
Caricatura de La Petite Lune de 1878: el primer ministro Jules Ferry comiéndose un sacerdote.

Tras la caída del Segundo Imperio y la derrota de la Comuna de París, se instauró en Francia una fuerte corriente ideológica de republicanismo y de laicismo, ya expuesta por Léon Gambetta, que el 4 de mayo de 1877 pronunció en la Cámara de Diputados un discurso contra «ese espíritu de invasión y de corrupción» que a sus ojos era el clericalismo, y que acababa con una frase que se haría célebre: «El clericalismo, ¡ahí está el enemigo!» («Le cléricalisme, voilà l'ennemi !»). A partir de entonces se puso en marcha una política anticlerical abierta inspirada en el ideal de la laïcité y que culminaría con la aprobación en diciembre de 1905 de la ley de separación de las Iglesias y del Estado, dirigida esencialmente contra la Iglesia católica, considerada por muchos republicanos un bastión del conservadurismo más reaccionario y antiliberal.

### La legislación laicizadora

#### La educación laica: las leyes de Jules Ferry
En 1881-82, el Gobierno de Jules Ferry aprobó nuevas leyes educativas que establecían una enseñanza pública primaria —de 6 a 13 años— gratuita (16 de junio de 1881), obligatoria y laica (28 de marzo de 1882), sentando las bases de la educación pública francesa. Estas leyes fueron completadas con la de 30 de octubre de 1886, llamada ley Goblet, que permitía solamente maestros laicos en las escuelas primarias públicas: los maestros que fueran clérigos debían dejar su puesto en un plazo de cinco años, aunque para las maestras no se fijaba ninguno, y todavía había escuelas en manos de monjas en 1914.

#### El espacio y los procedimientos públicos
Esta separación de la Iglesia y el Estado en el ámbito escolar pronto se extendió a otros. En el funerario, la ley de 14 de noviembre de 1881 secularizó los cementerios, mientras otra de 15 de noviembre de 1887 puso fin a las restricciones a los funerales civiles y permitió la cremación de los cadáveres. En cuanto a la salud pública: los hospitales fueron laicizados, expulsando a los capellanes y sustituyendo progresivamente a las monjas por enfermeras diplomadas —si bien este proceso fue muy lento—; las salas de hospital perdieron sus nombres católicos y recibieron otros que recordaban a grandes inventores o médicos. También se tomaron medidas para laicizar el espacio público: los crucifijos fueron retirados de las paredes de hospitales, escuelas y tribunales; se restringió la salida de procesiones fuera de los lugares consagrados al culto y el porte de la sotana por la calle. Le siguieron otras leyes dirigidas a afianzar la preeminencia absoluta del Estado y la libertad de conciencia de todos los ciudadanos: como la de 1883 que prohíbe rendir los honores militares dentro de un edificio religioso; la ley Naquet de 27 de julio de 1884, que no reconoce otro matrimonio que el civil y regula el divorcio; o la ley Freycinet de 15 de julio de 1889, que obligaba a los miembros del clero a cumplir con su deber militar.

### El debate público
Al mismo tiempo, se desató una campaña de anticlericalismo a través de los periódicos republicanos y librepensadores, y de folletos y libros. En uno de ellos se decía:

¡No somos torpes hasta ese punto! El desenfreno, la holgazanería, la intolerancia, la glotonería, la rapacidad frailuna son otros tantos portillos que nos abren la ciudadela clerical. Si taponáis esas puertas, ¡ya veréis lo difícil que se nos hará dar el asalto!
—Henri Vaudemont, «Guerre aux moines ! Guerre aux curés ! Guerre a Dieu !», La Libre Pensée, 29 de agosto de 1880.

En la estela de Eugène Sue aparecieron muchos otros novelistas, como Marie-Louise Gagneur —La Croisade noire (1865), Un chevalier de sacristie (1881), Le roman d'un pêtre (1882) y Le crime de l'abbé Maufrac (1882)—, Hector France —Le péché de soeur Cunégonde (1883) y Le roman du curée (1884)— o Jules Boulabert —Les ratichons (1884)—. Autores más prestigios también mostraron clérigos antipáticos e incluso repulsivos, como Émile Zola en La Faute de l’abbé Mouret (1875) o La Terre (1887).

### La separación: 1904-1905
Las normas anticlericales y laicistas aumentaron en el gobierno de Émile Combes con la aprobación de las leyes de 1904, que prohibían a las congregaciones religiosas dedicarse a la enseñanza escolar. Cerraron así unas 12 500 escuelas religiosas —excepto en Alsacia-Lorena, en poder de Alemania—; la mayoría de estas órdenes religiosas expulsadas se instalaron en España, donde fundarían colegios. Esta política anticlerical provocó la ruptura con la Santa Sede en 1904.
En 1905, la Asamblea Nacional aprobó la ley de separación de las Iglesias y del Estado, que abolía el Concordato de 1801: desde ese momento, la República no reconoció ningún culto. Uno de sus promotores fue la Asociación de Librepensadores de Francia, que realizó diversos actos, algunos de los cuales terminaron en altercados con católicos, causando heridos y algún muerto. La ley, sin embargo, no contentó plenamente a algunos de ellos porque hacía alguna concesión a la Iglesia católica, como la de que continuaría detentando el uso exclusivo de los templos.

## Cuestiones sociales y económicas

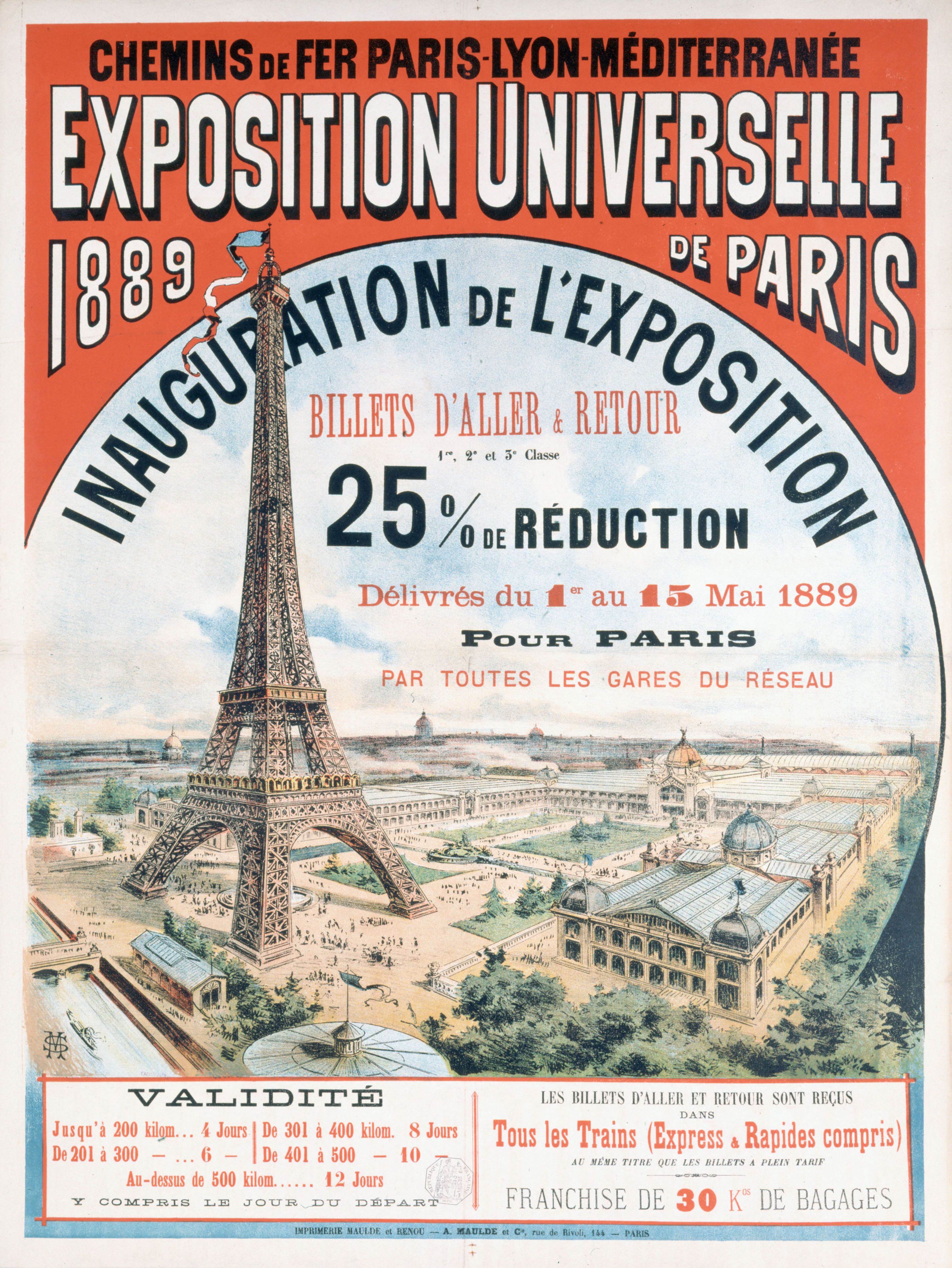
Cartel de la Exposición Universal de París de 1889.

### Desarrollo económico

#### Ascenso de la burguesía
Francia era un país que había alcanzado un cierto nivel de crecimiento económico durante la época del Segundo Imperio, cuando el capitalismo y la industrialización transformaron la economía del país y las vidas de sus habitantes. Ya en los días de Napoleón III, los grandes empresarios habían alcanzado un alto nivel de influencia política, pero ésta se acrecentó tras la proclamación de la República, cuando la estructura del nuevo régimen político permitió a la más adinerada burguesía francesa desplazar grandemente a la antigua aristocracia en cuanto a poder e influencia.

#### Crecimiento industrial y tecnificación agrícola
La industria pesada se desarrolló nuevamente, colocando a Francia como nación industrializada, aunque inmediatamente después de Gran Bretaña y Alemania en cuanto a volumen, equiparándose a la agricultura. que tradicionalmente había sido la actividad económica principal del país. La industrialización fomentó el comercio internacional de exportación, colocando a la economía francesa como proveedora de variados bienes de consumo. No obstante, la producción agrícola nunca perdió del todo su importancia y rentabilidad en la economía francesa gracias a la aplicación de tecnología en su explotación; las nuevas aplicaciones técnicas impulsaron la industrialización de los productos agrícolas y sus derivados (como la seda y el vino).

#### Expansión empresarial y financiera
En paralelo, una característica de la economía francesa en este periodo fue la expansión de las pequeñas empresas de tipo comercial o industrial por todo el país, pero muchas de ellas se situaban en pequeñas ciudades provincianas antes que migrar a los grandes centros urbanos. Los pequeños empresarios se convirtieron paulatinamente en un grupo de presión política que reclamaba estabilidad y una política tributaria liberal del Gobierno.
En 1882, una gran quiebra en la bolsa de valores de París hundió el banco Union Générale y causó una severa depresión financiera; no obstante, ésta pudo ser superada hacia 1890. El crecimiento económico permitía que prosperaran y se expandieran a nivel internacional las instituciones bancarias creadas durante el Segundo Imperio, como el Banque de Paris (1869) —fusionado en 1872 para crear el Banque de Paris et des Pays-Bas, que a su vez evolucionaría en el BNP Paribas—, el Crédit Lyonnais (1863) —que en 1900 sería considerado el banco con mayor capital en el planeta— o la Société Générale (1864), mientras que la liberalización financiera permitía el surgimiento de nuevas entidades como el Crédit Agricole, fundado en 1885.

### Evolución política

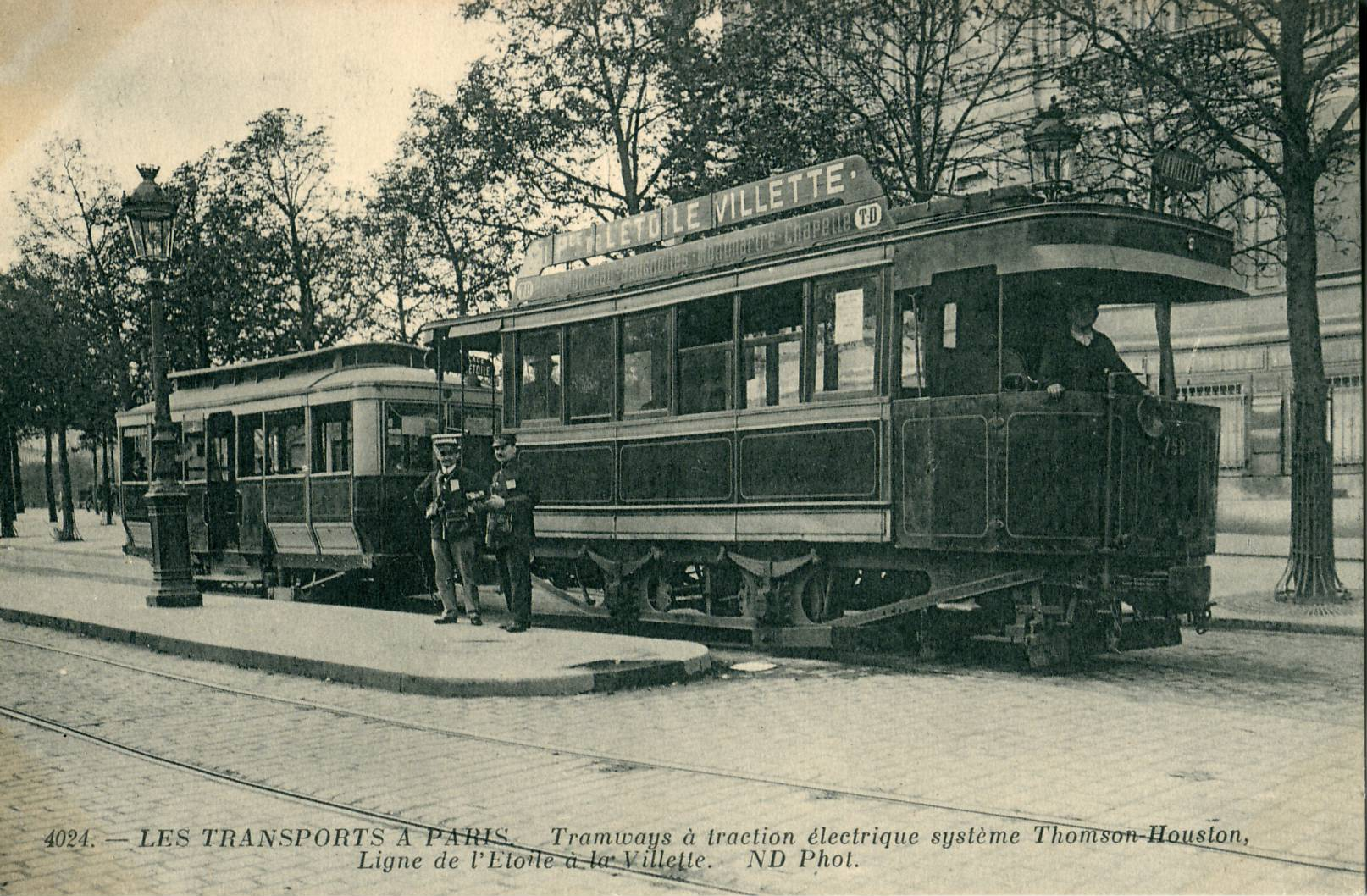
Tranvía eléctrico parisino, 1904

#### El movimiento obrero
El crecimiento de la economía motivó la aparición de un masivo proletariado urbano en París, Burdeos, Lyon o Marsella. Con él aparecieron las primeras reclamaciones obreras y, hacia 1880, los primeros sindicatos que lograron organizarse para requerir mejoras en el nivel de vida: la Fédération Nationale des Syndicats, en Lyon en 1886, o Confédération Général du Travail, en Lemosín en 1895. Ya en 1905 se creó la Sección Francesa de la Internacional Obrera, unificando a varios grupos socialistas (guesdistas, blanquistas, reformistas, etc.) al poco tiempo encabezados por Jean Jaurès.

#### El radicalismo
Mientras tanto, la clase media crecía más lentamente, aunque alcanzaba mayores niveles de sofisticación en sus hábitos de consumo; esta se alineaba mayormente con el Partido Radical, fundado en 1901, de corte republicano y laicista. Ajenos a estos grupos permanecían los monárquicos y los clericales; pese a esto, las constantes demandas obreras y de las formaciones socialistas y anarquistas suscitaron una progresiva derechización del Partido Radical. Los líderes del radicalismo mantuvieron una ideología liberal en lo político y económico, pero rechazaron frontalmente las doctrinas del socialismo o del marxismo. Así, las filas radicales se nutrieron de una incipiente élite republicana anticlerical, sin raíces en la aristocracia y que defendía el capitalismo y basaba su poder en el dinero.

#### Sufragio, libertades y derechos
Si bien el sufragio censitario había sido suprimido en 1848 y el sufragio universal masculino estaba ya extendido desde 1848-51 y asentado con la ley de 30 de noviembre de 1875, la influencia política se desplazaba de manera paulatina hacia las capas más ricas de la sociedad, con una sucesión de partidos políticos y campañas electorales que alentaban la vida política de Francia. No obstante este creciente elitismo, la Tercera República mantuvo durante toda su existencia un sistema político liberal y democrático, que permitía una considerable libertad de expresión —protegida legalmente desde 29 de julio de 1881 por la ley sobre la libertad de prensa— y reconocía diversos derechos fundamentales a sus ciudadanos, dejando de lado el autoritarismo que predominaba aún en otros muchos países de Europa. Mediante este sistema se asentaba con validez la democracia representativa.
Ahora bien, la primacía del Legislativo sobre el Ejecutivo podía generar una seria inestabilidad política y Gobiernos fugaces. Estas dinámicas, encauzadas durante las primeras décadas de la Tercera República, desembocaron en una serie de crisis políticas después de la Primera Guerra Mundial —común a la crisis de los regímenes liberales—, con el auge de ideologías alejadas del «ideal republicano» y que ganaron presencia entre los electores, como el comunismo —el PCF (1920)— y el fascismo —la Croix de Feu (1927) y el Partido Social Francés (1936)—.

#### El boulangismo
En 1887, aprovechando la distancia entre la población proletaria, las clases medias y las élites políticas, surgió un fugaz movimiento populista dirigido por el general Georges Boulanger. Este puso a la República ante una verdadera crisis; debido a su alta popularidad entre el pueblo, los monárquicos y los bonapartistas, el Gobierno temía que, si sus partidarios ganaban las elecciones que se celebrarían en julio de 1889, Boulanger intentase un golpe de Estado e impusiese una dictadura. No obstante, el general no dio este paso y, tras una amenaza de arresto, huyó a Bélgica, lo que puso fin a su movimiento.

### Cambios sociales

Vista de París y la Torre Eiffel desde un globo aéreo durante la Exposición de 1889.

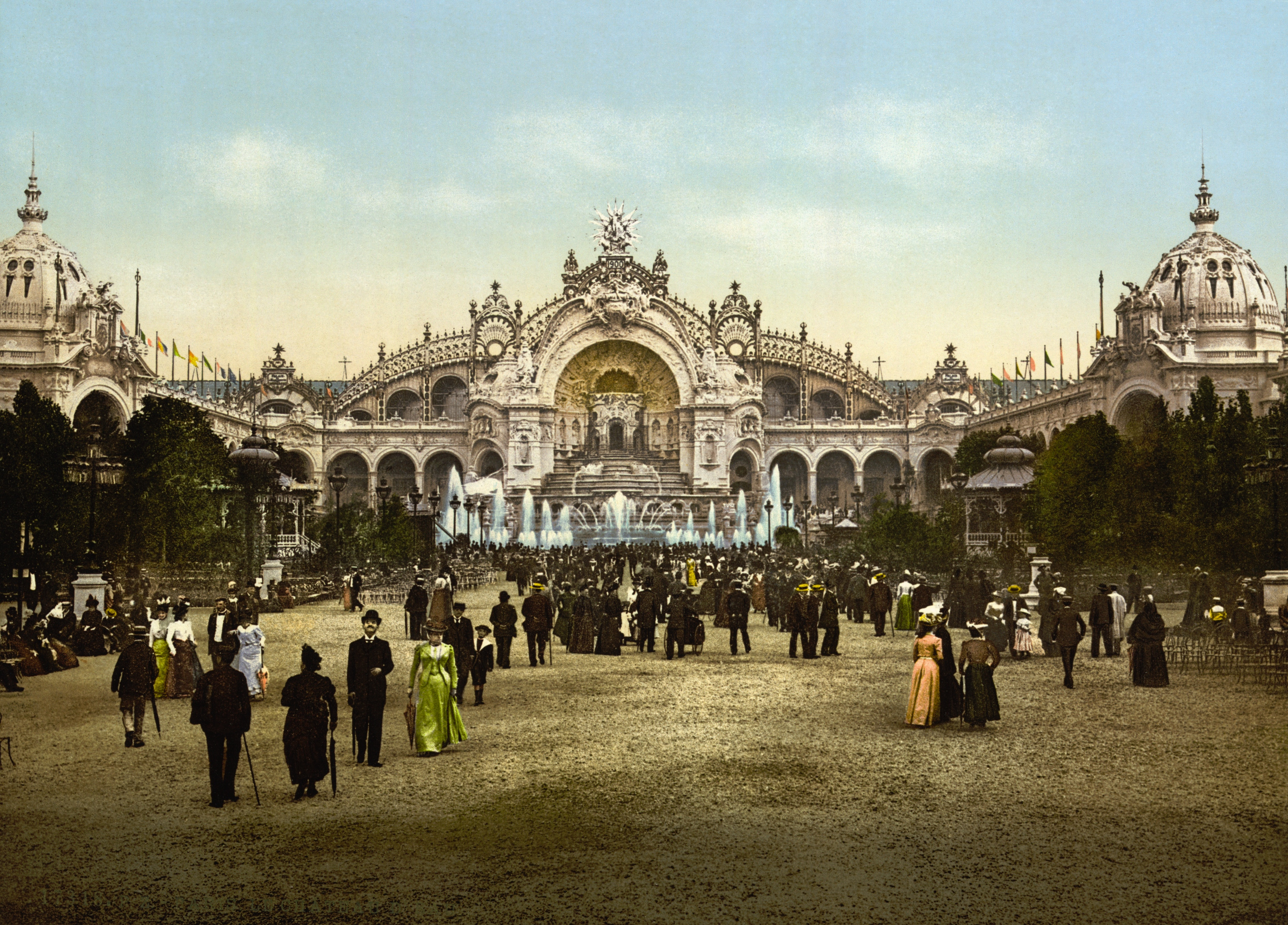
El château d'eau en la Exposición Internacional de París de 1900.

#### Crecimiento poblacional
En el contexto de la Europa Occidental entre 1870 y 1914, Francia experimentó un notable crecimiento demográfico y urbano, nutrido por la migración del campo a la ciudad. Si en la Francia metropolitana había 38,8 millones de habitantes en 1876, estos ascendieron a 40,6 millones en 1901. Así, París pasó de tener 1,99 millones de habitantes en 1876 a 2,71 millones en 1901, sin contar su creciente área metropolitana. Similar aumento tuvo lugar en las grandes ciudades francesas que se habían convertido gracias al desarrollo económico en centros de industria pesada —como Lyon (459 000 habitantes) y Lille—, o de comercio internacional y servicios —como los puertos de Marsella (491 000) y Burdeos—, además de en las explotaciones mineras de las regiones cercanas a Bélgica. Pese a esta expansión urbana, la población rural de Francia siguió siendo comparativamente elevada: todavía en 1920 casi dos tercios de los franceses (el 63%) residían en el campo o en centros urbanos con menos de 20 000 habitantes.

#### Comunicaciones y alfabetización
La modernización del país quedó bajo el amparo y protección del Estado en mayor medida que en la época imperial. Los ferrocarriles fueron propagándose por Francia y llegaron incluso a las provincias que antes se hallaban más apartadas de los centros de poder, conectando con las poblaciones rurales en las últimas décadas del siglo xix. Los niveles de alfabetización aumentaron gracias a las leyes que establecieron la escolarización gratuita, universal y obligatoria en 1881-82, y ello favoreció la integración mutua de las provincias; a su vez, impuso la presencia del Estado en las regiones del país. La alfabetización generó también que la prensa escrita fuera más accesible a todas las clases sociales, provocando una gran profusión de publicaciones de toda especie en un volumen hasta entonces desconocido en Francia.

#### Cultura, ciencia y tecnología
Durante los últimos años del siglo xix, Francia experimentó también un renovado prestigio en la innovación científica y tecnológica, siendo que el crecimiento y la prosperidad económica permitieron que París, al igual que en los años del Segundo Imperio, recuperase su lugar de «gran ciudad global», «capital del mundo» o «capital del siglo xix» como uno de los principales centros de la Belle Époque.
Mientras tanto, las doctrinas del positivismo extendían entre las élites intelectuales el menosprecio por la metafísica y la religión junto con la confianza en el poder de la ciencia y en la tecnología, así como la creencia en la bondad del progreso, ideas que en cierto modo fueron incorporadas también al ideal republicano francés.
Al acercarse el centenario de la Toma de la Bastilla y del inicio de la Revolución francesa, el Gobierno de la Tercera República vio una gran ocasión para celebrar el republicanismo francés, el positivismo filosófico y el avance científico y tecnológico del mundo. Para ello, organizó la Exposición Universal de París de 1889, en la que participaron numerosos países y se inauguró como «estructura temporal» la Torre Eiffel. El éxito de este evento motivó que fuese repetido en 1900, también en París, como una celebración del progreso y de la ciencia, aprovechando además el inicio del nuevo siglo, aunque esta última exposición resultó bastante más costosa que su antecesora y, por tanto, no generó gran rentabilidad.[cita requerida]

## La expansión colonial

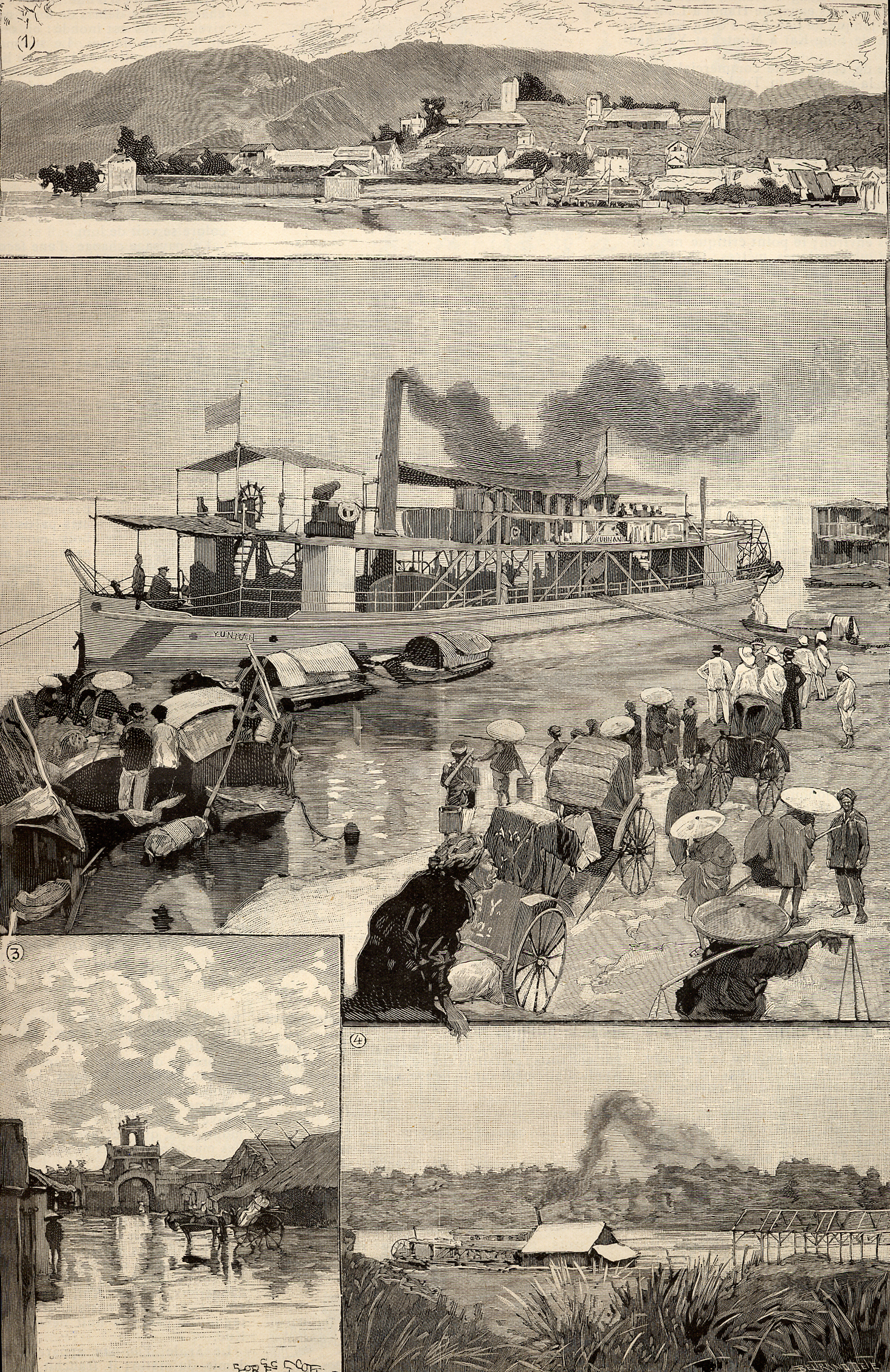
Imágenes de colonias francesas en el Sudeste asiático en 1891 (de Le Monde Illustré).
1. Panorama de Lac-Kaï, base francesa en China.
2. Muelle Yun-nan, en Hanói.
3. Calle inundada en Hanói.
4. Panorama de los alrededores de Hanói.

### Antecedentes: las colonias de ultramar
La Tercera República Francesa, al igual que el resto de potencias europeas, entró en la carrera del colonialismo y el imperialismo con renovado ímpetu. Si bien Francia había poseído colonias desde el siglo xviii, muchas de estas se habían perdido —como Canadá o Haití— o habían perdido importancia —los enclaves en la India—, y solo algunas se mantenían económicamente activas —caso de Martinica o Guadalupe—. Esta experiencia colonial previa sirvió como valioso «punto de partida» para las nuevas aventuras imperialistas que Francia retomaba después de muchas décadas.

### Colonialismo e imperialismo

#### Argelia: inicio y modelo del imperio colonial
La colonia francesa de Argelia, tomada en 1830, fue reorganizada mediante confiscaciones de tierra, intensificación de las explotaciones e introducción de cultivos (olivo, vid, hortalizas o cítricos) para convertirla en exportadora neta de productos agrícolas a la metrópoli; un esquema que después intentarían copiar en todo el imperio colonial francés.

#### El reparto de África
El imperialismo francés también dirigió sus esfuerzos al reparto de África. En la Conferencia de Berlín de 1884-85, Francia hizo reconocer sus posesiones en el norte y el oeste del continente, así como sobre la isla de Madagascar. El poderío financiero y militar francés logró que Marruecos y Túnez se convirtieran en protectorados, mientras que las expediciones bélicas y científicas impusieron el dominio francés sobre vastas zonas del África Occidental y la cuenca de los ríos Níger y Chad. Esta expansión colonial llegaría hasta las costas del golfo de Guinea y parte de la cuenca del río Congo, donde establecieron las colonias de Guinea (1890), Costa de Marfil (1893) y Dahomey (1894), incluidas en el África Occidental Francesa, creada en 1895 y consolidada en 1904. En 1896, formalizaría su dominio sobre el golfo de Adén con el enclave de Yibuti y la creación de la Somalia francesa.

#### Intervención en Asia
Sumándose a las incursiones europeas en continente asiático, previas y coetáneas, Francia incorporó territorios en su parte sureste. En 1867 había obtenido del emperador Tự Đức de Annam las regiones de Saigón, Vien-Hoa y My-tho, incluidas en la Cochinchina francesa. Jean Dupuis reanudó sus exploraciones en 1873 y tomó los fuertes de Hanói; al año siguiente, un convenio abría tres nuevos puertos al comercio francés. Ante los malentendidos respecto del tratado con Annam, el Gobierno francés laznó una expedición contra Tonkín en julio de 1881, completada con la conquista de Hanói en abril de 1882. Retomarían las operaciones coloniales en febrero de 1883; con la toma de Hué en el mes de agosto, creó mediante tratado el Protectorado de Tonkín. Las hostilidades continuarían durante los años siguientes, tanto con el emperador Tự Đức como con la China Qing, hasta que el primero reconoció los protectorados franceses sobre Annam y Tonkín el 25 de agosto de 1884, y la segunda zanjó el conflicto con Francia al firmar el Tratado de Tianjin el 9 de junio de 1885.
Estabilizada su presencia en la región, en octubre de 1887, Francia asumió la soberanía y formó la Indochina francesa, con capital en Saigón e integrada por Annam, Tonkín, Cochinchina y Camboya. Los conflictos territoriales no cesarían: se enfrentaron a Siam en 1893 y aprovecharon disputas fronterizas para imponer acuerdos favorables en 1902, 1904 y 1907.

#### Territorios en Oceanía
En competencia con los británicos, los franceses estuvieron presentes en los archipiélagos de la Polinesia con misiones militares, exploradoras y católicas desde la segunda mitad del siglo xviii. La colonización francesa del Pacífico había comenzado en 1842 con el control de las islas Marquesas y el Reino de Tahití. Este protectorado, confirmado en la Convención de Jarnac de 1847, se amplió hasta abarcar las islas de Barlovento, el archipiélago Tuamotu y las islas de Tubuai y de Raivavae; y en 1853 se les unió Nueva Caledonia.
En 1880, Pōmare V, último soberano de Tahití, cedió de manera definitiva los territorios del Protectorado. A partir de entonces, Francia continuó anexionándose los territorios próximos. Derogada la Convención de Jarnac, en 1887 tomó las islas de Sotavento, si bien la tenaz resistencia no permitió incluírlas en los EFO hasta 1897. Las islas Gambier fueron incorporadas en 1891, a instancias de sus habitantes; las islas Australes, todavía independientes, lo fueron también por la misma época: Rapa en 1867, Rurutu en 1900 y Rimatara en 1901.
Unidos a los demás dominios coloniales franceses, pasaron a denominarse «colonia de Tahití» y, desde 1903, «Establecimientos Franceses de Oceanía» (EFO). Estos dependieron del Servicio de los Asentamientos, en el Ministerio de la Marina, hasta 1894, cuando se creó un Ministerio de los Asentamientos, único interlocutor en territorio metropolitano.

### Actividad colonial
La meta principal de la expansión colonial francesa era económica y consistía en asegurarse fuentes de materia prima, mercados para los productos franceses e integrar las colonias a su sistema económico. De este modo, las autoridades metropolitanas dieron gran importancia a la construcción de infraestructuras (ferrocarriles, puertos y carreteras) en los territorios coloniales, así como a la tecnificación de la explotación agrícola y minera. El auge del comercio internacional causó que Francia también impusiera leyes de extraterritorialidad y zonas de influencia en el territorio de Estados independientes pero económicamente débiles como el Imperio otomano y el Imperio Qing.
No obstante, la opinión pública interna en Francia no mostraba mayor entusiasmo por la expansión colonial, siendo que el mayor impulso dado a ella provenía de importantes capitalistas junto con altos funcionarios estatales, como el primer ministro Jules Ferry, un promotor del colonialismo. La propaganda colonialista en Francia no logró el éxito popular que tuvo en otros países europeos, salvo cuando en 1898 estalló el Incidente de Fachoda contra Gran Bretaña, ocasión cuando el nacionalismo francés sirvió de justificante para un imperialismo agresivo; una vez resuelto el incidente con el gobierno británico, el entusiasmo colonialista volvió a decrecer.[cita requerida]
La expansión imperial francesa estuvo dirigida a la explotación económica de tierras remotas y no tuvo como finalidad el asentamiento masivo de colonos en ultramar, salvo el caso de los franceses de Argelia. Otros territorios como Nueva Caledonia o la Guayana Francesa se destinaban a ser «colonizados» como simples establecimientos penales remotos para los presidiarios de la metrópoli. Como resultado de esta política, los franceses asentados en el imperio colonial nunca llegaron a ser muy numerosos y, en su mayoría, fueron soldados de guarniciones, funcionarios administrativos, empresarios particulares o misioneros (tanto católicos como protestantes); estos últimos fueron de gran importancia para difundir la cultura occidental y el idioma francés entre las élites nativas de cada pueblo colonizado y mantener la alianza de dichas élites con la Administración francesa.

## Tensiones internas y escándalos

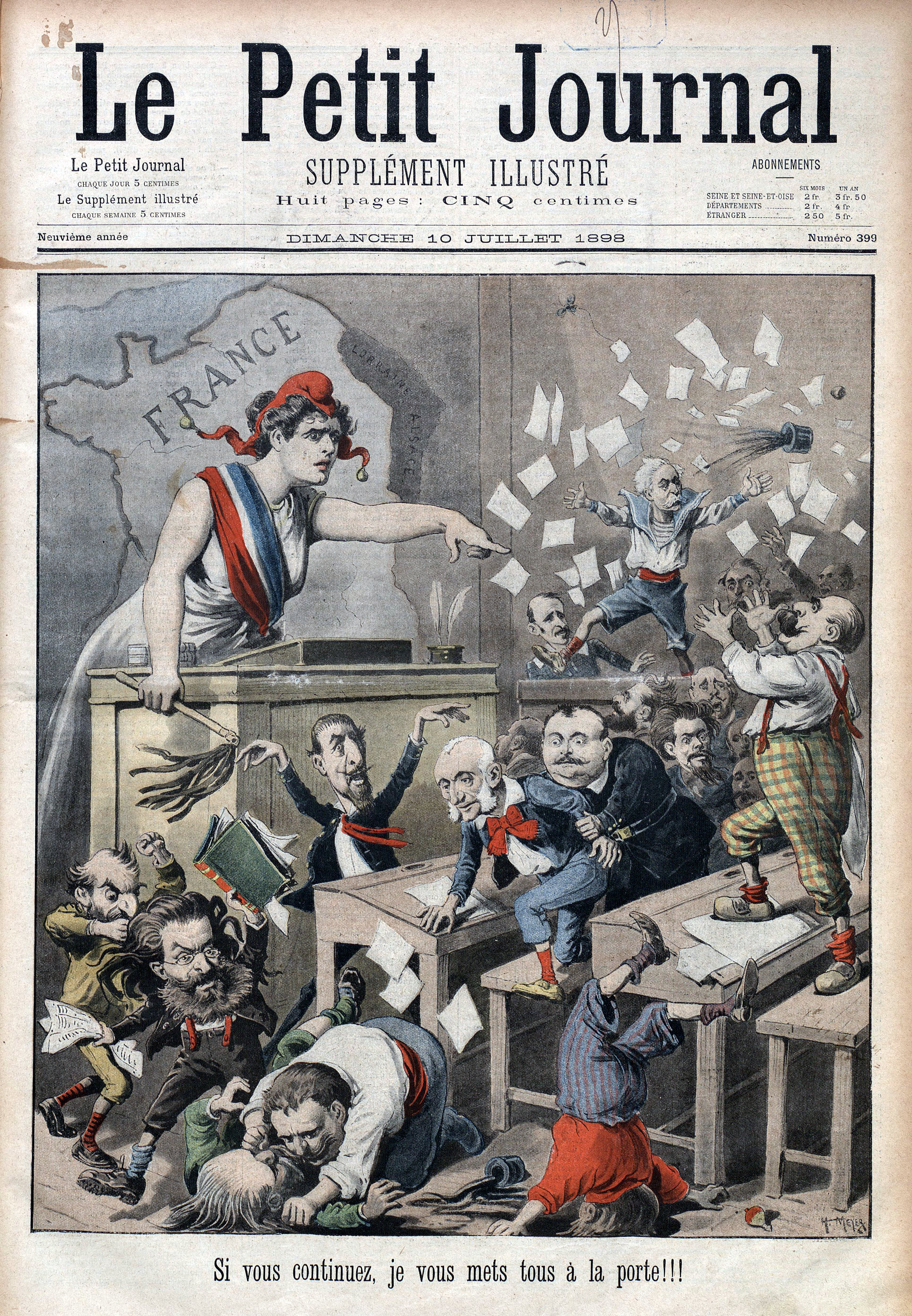
Le Petit Journal del 10 de julio de 1898 ironiza sobre el caos político causado en Francia por el affaire Dreyfus: Marianne ordena a los políticos mantener el orden regañándolos como maestra a sus alumnos.

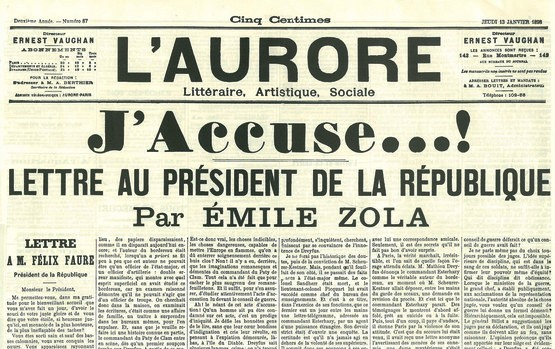
Titular del artículo «Yo acuso» escrito por Émile Zola como carta abierta al Gobierno francés, en defensa del capitán Alfred Dreyfus durante el affaire Dreyfus.

### El caso Dreyfus (1894-1906)
El caso Dreyfus fue un episodio social y político que tuvo gran importancia en las pugnas ideológicas de la Tercera República, sobre un trasfondo de espionaje y antisemitismo donde el capitán Alfred Dreyfus (1859-1935), de origen judío-alsaciano, fue acusado de traición por espiar para el Imperio alemán. Este escándalo, desatado por la condena de Dreyfus a cadena perpetua en la Guayana Francesa, mostró una ola de antisemitismo abierto en parte de la opinión pública francesa y generó, también, una corriente de defensores del acusado, causando que la política (y la sociedad) francesa quedara prácticamente dividida en dos bandos: los dreyfusards y los antidreyfusards.
El fin del escándalo fue precipitado por la publicación en 1898 de «J’accuse…!» ( «Yo acuso...!»), un extenso artículo del novelista Émile Zola para defender al capitán Dreyfus contra la acusación de espionaje. El caso judicial provocó serias tensiones políticas y sociales en Francia que, en el momento de su apogeo en 1899, revelaron las fracturas profundas que subyacían en la Tercera República. La virulencia del escándalo mostró también la subsistencia en la sociedad francesa de un núcleo de violento nacionalismo y antisemitismo que convivía con el igualitarismo republicano.
Una serie de campañas periodísticas y el apoyo de oficiales del Ejército como el comandante Georges Picquart llevaron al descubrimiento del verdadero traidor. El auténtico espía resultó ser el mayor Ferdinand Walsin Esterházy, francés descendiente de aristócratas húngaros, un furibundo antisemita al que protegieron varias autoridades militares. El descubrimiento de un grave «error judicial» en el caso forzó a los altos jefes del Ejército a reabrir el proceso seguido contra el capitán Dreyfus y, posteriormente, otorgarle el indulto al demostrarse que no existían pruebas en su contra.

### El escándalo de Panamá (1887-1888)
Otro sonado caso judicial que sorprendió a la Tercera República fue el escándalo de Panamá de 1887, en el que se vio implicado el famoso empresario Ferdinand de Lesseps, quien ya había dirigido la construcción del canal de Suez en la época del Segundo Imperio. En 1882, Lesseps se embarcó en el proyecto de construir un canal a través de Panamá para comunicar el océano Atlántico con el Pacífico y buscó financiación mediante una empresa denominada Compañía Universal del Canal de Panamá. El plan de Lesseps se vio dificultado por la agreste geografía tropical de Panamá, las dificultades climáticas y la fiebre amarilla, además que la diferencia de nivel entre los océanos a conectar exigía la construcción de grandes y costosas esclusas no previstas en el presupuesto, al punto que la obra se reveló mucho más onerosa de lo planeado.
Para seguir adelante con el proyecto y evitar que los accionistas retirasen sus fondos de la Compañía Universal del Canal de Panamá, los directivos entraron en un gran esquema de corrupción política: pagaron sobornos a periodistas, políticos e inclusive a integrantes del Parlamento francés, con el fin de silenciar las pérdidas del proyecto, estimular que las acciones de la Compañía siguieran siendo adquiridas por el público y asegurar mediante la publicidad engañosa que siguiera recibiendo préstamos bancarios. Estas intrigas fracasaron por completo y, finalmente, se declaró la quiebra de la Compañía en 1888, con pérdidas de 1440 millones de francos y perjudicando a 850 000 accionistas.

### El escándalo del fichero masónico (1904-1905)
En otro escándalo, el «affaire des fiches» ocurrido entre los años 1904 y 1905, se descubrió que el ministro de la Guerra del Gobierno de Émile Combes, el general Louis André, había ordenado las promociones de oficiales del Ejército basándose en el amplio «índice» sobre los oficiales franceses elaborado por el Gran Oriente Masónico de Francia. En esas listas, los oficiales eran clasificados en católicos y nacionalistas (o simpatizantes de estos) y republicanos y librepensadores, con el fin de promover la carrera de estos dos últimos grupos y también evitar que oficiales católicos ascendieran en el escalafón militar, gracias a datos "confidenciales" remitidos por sus jefes al general André.
Descubiertos los hechos, el general André dimitió en octubre de 1904. Las fuertes protestas por parte de la prensa clerical, los oficiales del Ejército y los diputados católicos contra el gabinete de Combes, acusaban a los líderes de la República de permitir un ilegal espionaje de la francmasonería sobre las creencias religiosas de sus militares y quebrantar así la libertad de conciencia que alegaban proteger, las duras críticas provocaron la dimisión de Combes en enero de 1905.

## Política exterior

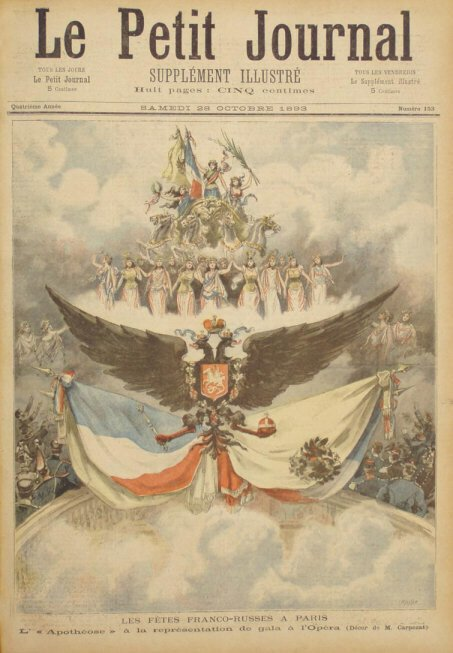
Portada de Le Petit Journal respecto a las celebraciones conjuntas franco-rusas en 1893

### Hegemonía alemana (1871-1890)
La política exterior francesa en los años previos a la Primera Guerra Mundial se basó en gran medida en la hostilidad y el miedo del poder alemán. El canciller germano Otto von Bismarck cuidó durante años que Francia careciera de aliados importantes en Europa y patrocinó la Liga de los Tres Emperadores, que servía como alianza informal entre Alemania, Austria-Hungría y Rusia; además, buscó pactos con Gran Bretaña e intentó un acercamiento político entre Austria-Hungría y el Reino de Italia. Tras la dimisión de Bismarck en 1890, el emperador Guillermo II no mantuvo su política y rehusó renovar con Rusia la Liga de los Tres Emperadores, al preferir alinear los intereses alemanes solo con los del Imperio austrohúngaro mediante la Doble Alianza de 1879 —a la que se uniría Italia en 1882—, pese a la rivalidad austro-rusa en los Balcanes.

### Alianzas: hacia laEntente Cordiale(1891-1911)
Francia aprovechó el malestar de Rusia por esta decisión para forjar con ella su propia alianza política y militar. Esta fue alimentada desde 1891 con acuerdos bilaterales en materia militar y comercial, junto con visitas de delegaciones mutuas en 1893, y quedaría sellada en 1896 con la visita del zar Nicolás II a París. La alianza sirvió como piedra angular de la política exterior francesa hasta 1917 y tuvo su manifestación más visible en las amplias inversiones de capital francés, así como en préstamos financieros de la banca francesa en favor del Gobierno ruso. Además, la alianza motivó a que tanto Rusia como Francia alinearan sus intereses en caso de sufrir una agresión externa por parte de alguna «tercera potencia», lo cual significaba un contrapeso efectivo a la alianza entre Alemania y Austria-Hungría.
Con Gran Bretaña había mantenido relaciones amistosas hasta que en 1898 estalló el Incidente de Fachoda, donde sus respectivas expansiones colisionaron en un puesto militar francés a orillas del Nilo, en el territorio del actual Sudán. Este evento causó una serie de pugnas en la opinión pública de ambos países, pero el Gobierno francés cedió ante los intereses británicos al juzgar poco inteligente entrar a un conflicto armado con Gran Bretaña cuando ésta poseía la mayor flota naval del mundo. No obstante, en 1904, el ministro de Relaciones Exteriores francés Théophile Delcassé negoció con lord Lansdowne, secretario británico de Relaciones Exteriores, la Entente Cordiale, que puso fin a un largo período de tensiones y recelos mutuos.
La Entente Cordiale funcionó como una alianza anglo-francesa informal, pero resultó muy reforzada por la crisis marroquí de 1905 y por la crisis de Agadir de 1911. Un primer resultado fue que los Gobiernos de Francia y Gran Bretaña abandonaran sus mutuas diferencias debido al temor compartido de ambos países hacia el Imperio alemán; recelo incrementado entre los británicos cuando Alemania ejecutó planes desde 1906 para lograr que su Marina de guerra superase en poderío a la Marina británica.

### Perspectivas de guerra (1911-1914)
Preocupada por problemas internos, el Gobierno francés mostró poca atención a la política exterior en el período de 1911-14, aunque en 1913 aceptó extender el servicio militar a tres años en lugar de dos, pese a las objeciones de los socialistas. La crisis de los Balcanes en julio de 1914, causada por el atentado de Sarajevo, hizo que Francia cumpliera los términos de su alianza con Rusia apoyándola contra Austria-Hungría y Alemania. Entraba así en la Primera Guerra Mundial.

## Primera Guerra Mundial

Francia en 1914, antes del inicio de la Primera Guerra Mundial.

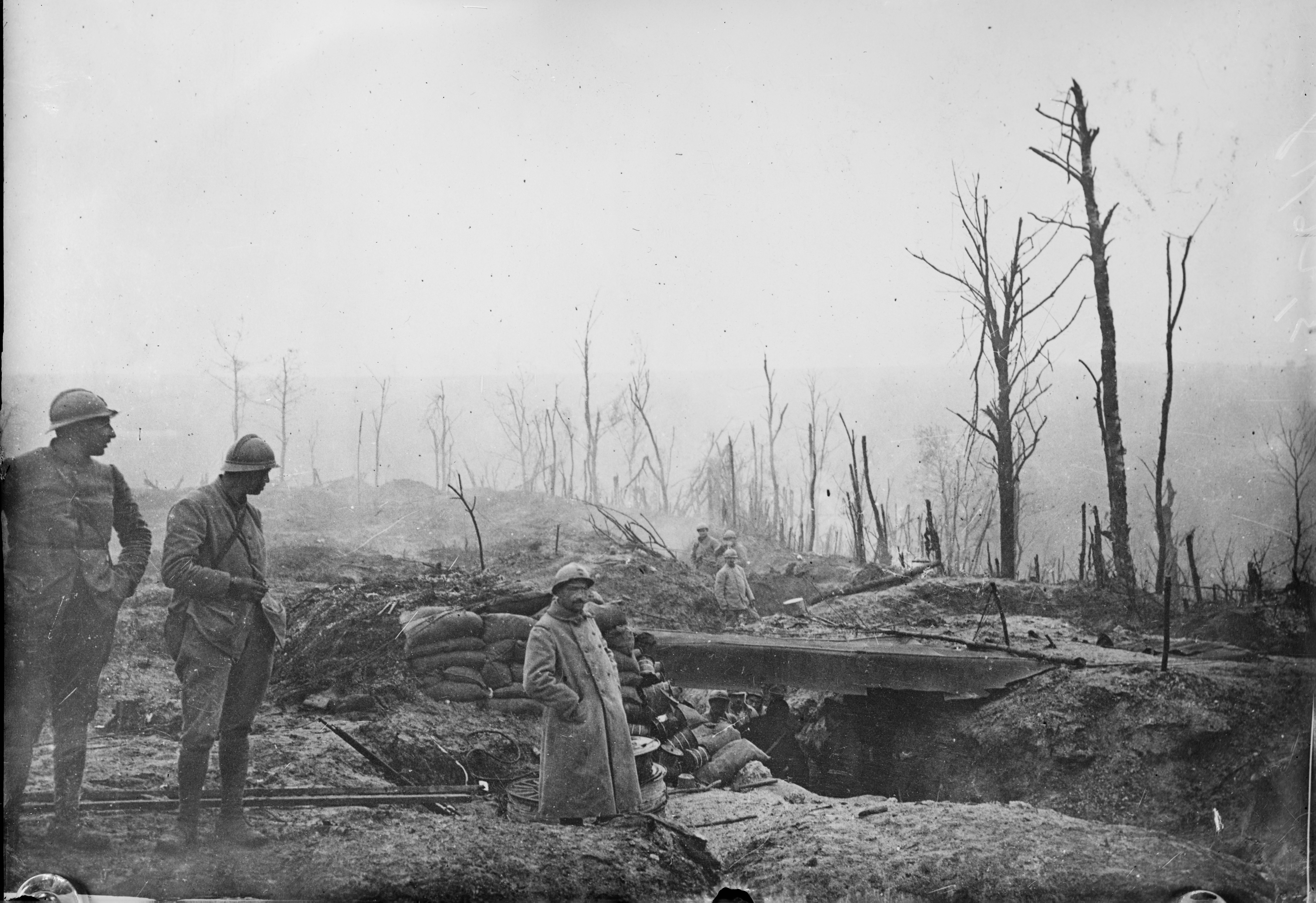
Trinchera francesa en Verdún, 1916

### Antecedentes: revanchismo y alianzas
El revanchismo francés no se había extinguido desde 1870, y los acontecimientos de los primeros años del siglo xx habían propiciado el fortalecimiento de la alianza política y militar entre Francia y Rusia —resultado indirecto del enfriamiento de vínculos entre Alemania y Rusia desde 1890—, así como el surgimiento de la Entente Cordiale entre Francia y Gran Bretaña. Tras el distanciamiento causado por la crisis de Fachoda en 1898, Gran Bretaña empezó a valorar las ventajas de un acercamiento a Francia y contar así con una gran potencia aliada en el continente europeo, en contra de la potencial «amenaza alemana» que el gobierno británico percibía desde la crisis de Agadir en 1911.
Con esto, a inicios de 1914, Francia quedó incorporada en un sistema de alianzas con Gran Bretaña y Rusia, contrapuesto a la Triple Alianza, constituida desde 1882 por Alemania, Austria-Hungría e Italia (aunque la alianza entre estos dos últimos estados resultaba bastante difícil y llena de fricciones que Alemania trataba de atenuar).
El asesinato del archiduque Francisco Fernando de Austria el 28 de junio de 1914 hizo estallar la tensión política entre los países de Europa y afloró el riesgo de una gran guerra entre la Triple Alianza y la Entente Cordiale. Francia no permaneció ajena a estas convulsiones. El 31 de julio moría el líder socialista Jean Jaurès, partidario de la paz, asesinado en París por un militante ultranacionalista tras haberse opuesto a la entrada en un hipotético conflicto armado. Y, cuando Alemania declaró la guerra a Francia el 3 de agosto de 1914, el Gobierno presidido por Raymond Poincaré logró formar una tregua política entre los diferentes partidos para afrontar el desafío bélico de modo conjunto —incluso los socialistas— mediante la «unión sagrada» (union sacreé).

### La «unión sagrada»

#### Victorias y unidad (1914)
La unión sagrada no eliminó las diferencias entre las facciones políticas francesas, pero la necesidad de expulsar a los invasores alemanes proporcionó una sólida base de cooperación. El triunfo francés en la primera batalla del Marne en septiembre de 1914 permitió que la unión sagrada siguiera siendo respetada, mientras que, gracias a un firme liderazgo, Poincaré impuso su dirección política al primer ministro René Viviani. Asimismo, el ministro de Guerra, Alexandre Millerand, cedía el manejo administrativo de las Fuerzas Armadas a los militares profesionales liderados por el general Joseph Joffre, jefe de Estado Mayor del Ejército.

#### Derrotas, desgaste y fricciones (1915-17)
Ao lo largo de 1915, la ausencia de resultados bélicos de importancia impacientó a los políticos y a la opinión pública. La gran pérdida de tropas francesas en la batalla de Verdún a mediados de 1916 causó que Joffre fuese sustituido en diciembre por el general Robert Nivelle. No obstante, las malas condiciones en el frente y el fracaso bélico de la Ofensiva de Nivelle en abril de 1917 —en paralelo y coordinada con la batalla de Arrás y la segunda batalla del Aisne— motivaron el estallido de motines generalizados entre los soldados franceses. Los motines habían sido debelados para agosto, pero causaron preocupación ante el desgaste del frente interno en Francia, además del reemplazo de Nivelle por el general Philippe Pétain en mayo de 1917. El descenso en el nivel de vida y la duración de la guerra causaba descontento entre el proletariado francés, y, en septiembre de 1917, los socialistas abandonaron el Gobierno en señal de protesta.

#### Reorganización, resistencia y victoria (1917-18)
El 16 de noviembre, Poincaré confió el cargo de primer ministro a Georges Clemenceau, quien insistió en continuar la guerra hasta el triunfo final, restablecer el poder civil sobre los militares y ordenar nuevos sacrificios a la retaguardia. Para esa fecha, el Gobierno había impuesto un férreo control sobre la economía tanto para mantener en funcionamiento el aparato productivo como para sostener los costos del esfuerzo bélico; más aún considerando que, desde septiembre de 1914, los alemanes habían invadido los departamentos del noreste fronterizos con Bélgica, donde se producía la mayoría del acero y del carbón requeridos por Francia. La movilización de campesinos y obreros generó bruscos descensos en la producción de la industria y la agricultura después de 1916, pues estas actividades no podían ser cubiertas, aun pese a la movilización masiva de mujeres para trabajar en la industria bélica.
El año 1918 empezó con nuevos descontentos de la población civil , pero el régimen logró formar una renovada cohesión nacional cuando las tropas alemanas lanzaron en marzo su gran ofensiva de primavera, que duró hasta inicios de julio. El Gobierno de Clemenceau aprovechó la difícil situación para reprimir todo indicio de pacifismo e imponer nuevos esfuerzos, hasta que, en agosto, las tropas aliadas pudieron contraatacar de manera exitosa y precipitar la derrota total del Imperio alemán en el mes de noviembre.

## Período de entreguerras

### Tras el Tratado de Versalles
La firma del Tratado de Versalles en 1919 significó para la Tercera República una oportunidad de «anular» el «peligro alemán» con apoyo de Gran Bretaña y los Estados Unidos. Además de recuperar Alsacia y Lorena, y del artículo 231 por el que recaía sobre «Alemania y sus aliados» toda la «responsabilidad» de la guerra, el Gobierno francés consiguió la ocupación de la región alemana del Sarre a título de compensación —manteniendo su ocupación militar hasta 1935—.
Tras la contienda, Francia había perdido casi 1 700 000 vidas (incluyendo 300 000 civiles), junto con 4 266 000 heridos de guerra; una pesada carga para un país que en 1913 contaba con apenas unos 41,7 millones de habitantes. Esto a su vez explicaba que la opinión pública francesa insistiera en debilitar lo más posible a Alemania mediante el pago de elevadas reparaciones de guerra, para evitar que se repitiesen los daños y pérdidas causados por el conflicto. La destrucción de infraestructuras, ferrocarriles y otros daños civiles en las zonas ocupadas por Alemania implicaba cuantiosos gastos para Francia, cuya economía, además, había sido sometida a duras pruebas para mantenerse a flote durante los cuatro años de guerra. Inclusive en 1919, los niveles de producción agrícola e industrial eran un 45% más bajos que en 1913, mientras que la muerte de cientos de miles de jóvenes comportó un descenso y un crecimiento demográfico negativo del país —de 41,7 millones en 1913 a 39,0 millones en 1920—.
Otra consecuencia importante fue la repentina expansión del imperio colonial francés en África y Medio Oriente, en donde Gran Bretaña y Francia se repartían las antiguas colonias alemanas y los territorios del extinto Imperio otomano, habiendo pactado el destino de estos mediante los acuerdos Sykes-Picot de mayo de 1916. De esta manera, pasaron a control francés las excolonias alemanas de Camerún y Togo, mientras que se establecía la administración francesa sobre Siria y Líbano. Si bien la economía francesa se hallaba fuertemente perjudicada por el esfuerzo bélico de 1914-1918, las posibilidades de recuperación económica de Francia seguían siendo considerables debido al control de nuevos territorios coloniales y el acceso a las materias primas de estos.

### La recuperación de los años veinte

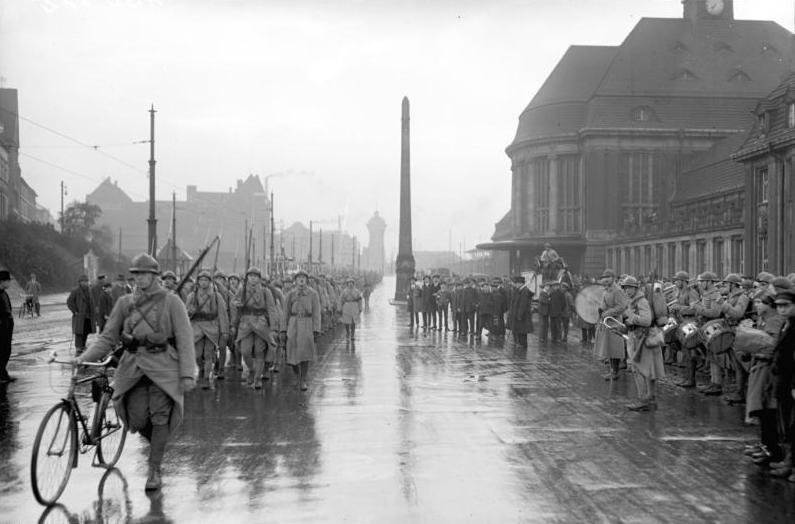
Tropas francesas ante la estación de trenes de Dortmund, en el Ruhr, octubre de 1924.

#### El predominio continental y la recomposición de alianzas
La derrota de Alemania y la desintegración de Austria-Hungría, junto con la crisis político-social de Rusia tras las revoluciones de 1917, favorecieron que Francia quedase como la mayor potencia política y militar del continente; aun con las graves pérdidas sufridas, logró un puesto de preeminencia compartido solamente con Gran Bretaña.
Con ello, Francia centró sus esfuerzos en la neutralización industrial y comercial de Alemania. No obstante, el Gobierno británico no mostró mayor interés en secundar ese proyecto, pues prefería una recuperación económica alemana rápida para así poder cobrar las reparaciones de guerra. Los Estados Unidos tampoco alentaron tales planes por el mismo motivo, más aún cuando, al terminar el mandato presidencial de Woodrow Wilson, el Gobierno estadounidense acordó no participar en la Sociedad de las Naciones.
Pese a este revés diplomático, Francia exigió el pago de sus reparaciones de guerra a Alemania en forma más agresiva. Para asegurar el cobro de estas, en 1923, las tropas francesas ocuparon la cuenca del Ruhr, aunque el Gobierno francés fracasó en su empeño de obtener mayores concesiones de Alemania, siendo que la ocupación militar duró hasta 1925.
Del mismo modo, bajo el mandato de Aristide Briand, Francia se ocupó de construir una serie de «alianzas defensivas» con Polonia (1921 y 1923), Checoslovaquia (1924-25), Rumania (1926) y el Reino de los Serbios, Croatas y Eslovenos (1927), con la meta de contener por medio de la diplomacia toda posible ambición territorial o económica alemana, y asentarse como nueva «potencia clave» en la Europa continental mediante un sistema de alianzas con los países engrandecidos (o recién formados) tras la derrota austro-alemana. Como muestra de las intenciones francesas, desde 1930 se inició la construcción de la Línea Maginot (terminada en 1936) como sistema de fortificaciones bélicas destinadas a frustrar toda posible invasión alemana desde el este.

#### ElBloc national, la alternancia gubernamental y las políticas de recuperación
En las elecciones parlamentarias de noviembre de 1919 venció el «Bloc national», formado por partidos republicanos y liberales de derechas, nacionalistas y conservadores unidos en torno a la figura de Georges Clemenceau por el patriotismo —la unión sagrada— y el miedo al bolchevismo. Asimismo, Clemenceau aprovechó su popularidad ganada entre civiles y militares durante el conflicto, gracias a su fama de implacable y duro con los enemigos del país. No obstante, la popularidad de Clemenceau no bastó para sostener su Gobierno, más todavía cuando la diplomacia francesa, si bien había logrado cláusulas muy favorables en el Tratado de Versalles, no obtuvo el ansiado abono de las reparaciones de guerra alemanas, vistas como el «remedio» de las dificultades financieras del país.
El poder pasó tras las elecciones de 1924 a los radical-socialistas de Édouard Herriot, inconformes con la gestión de Clemenceau, si bien brevemente, pues el 23 de julio de 1926 fue sustituido por Raymond Poincaré. El Gobierno de Poincaré trató de revitalizar la economía —en vano— mediante el aumento de tributos e incentivos fiscales, al hacerse muy difícil contar con el pago de las reparaciones alemanas para equilibrar el presupuesto.
La recuperación económica francesa de la década de 1920 —especialmente en cuestiones de comercio internacional e industria— resultó lenta pero firme. Francia aún conservaba gran parte de su infraestructura industrial y controlaba valiosos mercados y suministros de materias primas. Sin embargo, debía atender también su nueva condición de deudora de los Estados Unidos y financiar con sus empréstitos la reconstrucción de las regiones devastadas del noreste. De este modo, en 1926 ya se habían alcanzado los índices de producción y crecimiento económico propios de 1913.

### La crisis de los años treinta

#### Crisis económica y escándalos
La Gran Depresión de 1929 afectó a Francia de modo tardío y comparativamente poco severo; pero, de todos modos, generó daños económicos en un país cuya recuperación aún no era completa: aumentó el desempleo, y la recobrada prosperidad industrial y comercial fue bruscamente detenida, con el consiguiente descontento entre el proletariado y la pequeña burguesía. Las dificultades económicas se vieron agravadas por escándalos vinculados a casos de corrupción política a gran escala, en los que participaban como principales sospechosos diversos políticos influyentes junto con empresarios.
Entre estos escándalos destacó el de Marthe Hanau, en 1928; una banquera que, mediante su periódico, promocionó inversiones ahorristas en empresas insolventes, aprovechando para este fin las amistades de su esposo Lazare Bloch entre políticos. También cobró fama el escándalo de Albert Oustric, en 1930, cuyo personaje central fue un banquero que realizó una gran quiebra fraudulenta con ayuda de líderes políticos. No obstante, el más impresionante para la opinión pública francesa fue el caso Stavisky de 1934, que incluso causaría la dimisión del primer ministro Camille Chautemps ante acusaciones de desfalcos y fraudes masivos, realizados por el banquero franco-ruso Alexandre Stavisky para mantener a flote sus empresas quebradas, sin dudar en evitar investigaciones judiciales sobornando a importantes políticos, como el teniente de alcalde de Bayonne, Dominique-Joseph Garat.

#### Fascismo, comunismo y cambios en el republicanismo
La participación en estos escándalos de empresarios de origen judío o extranjero, o de políticos asociados a la masonería generó un terreno propicio para la propaganda antisemita, xenófoba y antidemocrática que empezaron a lanzar abiertamente grupos de extrema derecha como Action Française, las Jeunesses Patriotes (relanzadas en 1932) la Croix-de-Feu o el Parti Fasciste Révolutionnaire, sucesor de Le Faisceau. Mientras, la muerte de los ya ancianos líderes Georges Clemenceau (a los 88 años, en 1929), Aristide Briand (con 69, en 1932) y Raymond Poincaré (a los 74, en 1934) dejó a Francia sin importantes referentes de la antigua política republicana, celebrados por la opinión pública en virtud de su firmeza moral y su negativa a lucrar con fondos públicos o aprovechar su poder en beneficio propio.
Si bien desde inicios del siglo xx se había formado en el mundo de la política y de los negocios una «elite republicana», generando una brecha entre la sociedad y los Gobiernos, la situación a comienzos de la década de 1930 se había hecho más compleja, en cuanto ascendieron verdaderos movimientos de masas: el comunismo y el fascismo. Así, ante el creciente descontento popular contra los políticos y empresarios, y la progresiva desconfianza de los ciudadanos en las instituciones democráticas, en la escena política francesa aparecieron con renovada fuerza movimientos de inspiración fascista —el Partido Francista (1933), Solidaridad Francesa (1933) o la Croix-de-feu, disuelta y reintegrada en 1936 en el Partido Social Francés—, mientras que el antes minúsculo Partido Comunista Francés (1920) incrementó su influencia e implantación entre el proletariado.

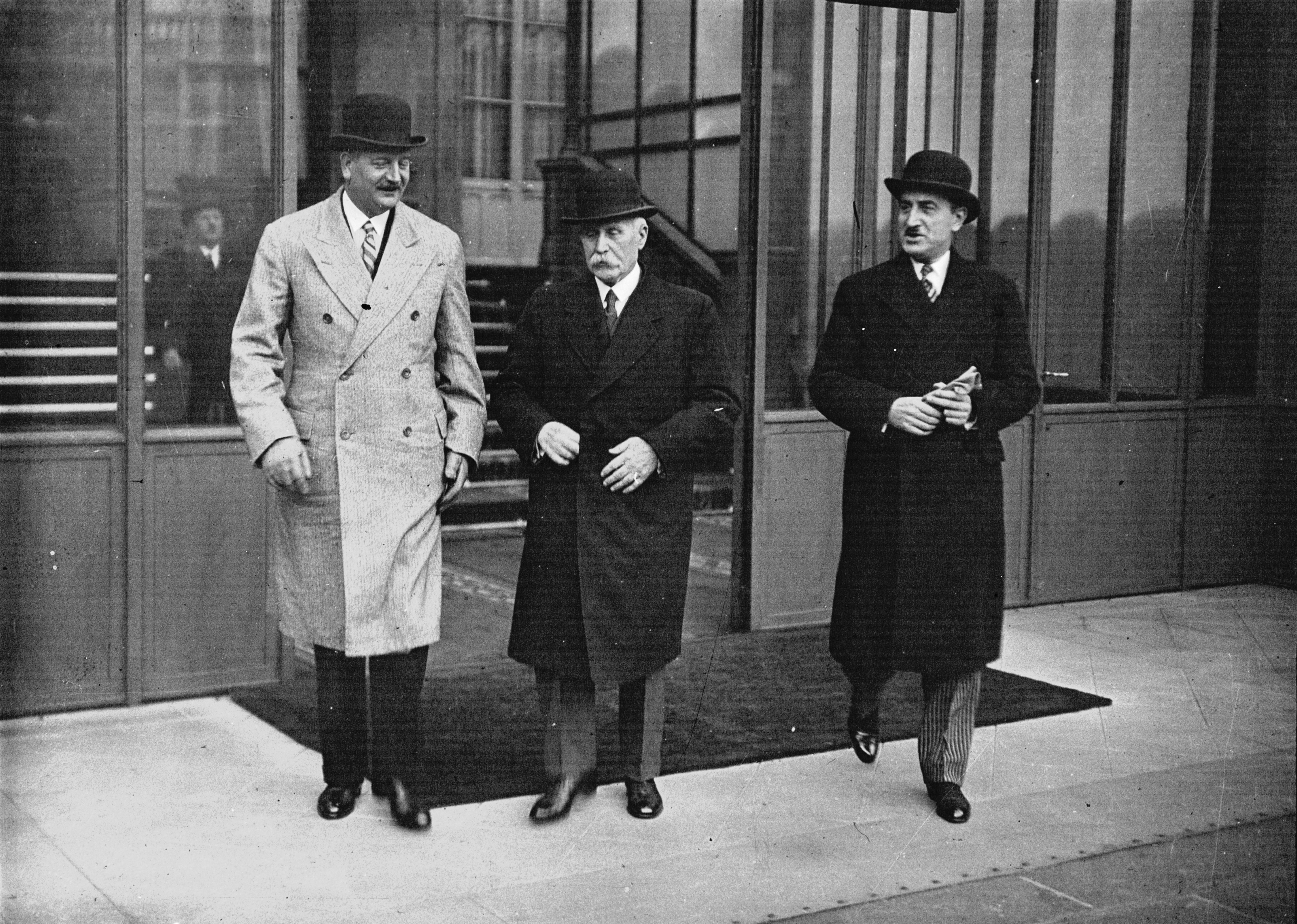
Ministros designados tras la crisis de febrero de 1934, de izquierda a derecha: Pierre-Étienne Flandin, el mariscal Pétain y el socialista Adrien Marquet.

A mediados del decenio, los movimientos de corte fascista ya destacaban por su actividad en la política francesa. Habían mostrado su fuerza en los disturbios del 6 de febrero de 1934, cuando realizaron en París una manifestación ante la Cámara de Diputados en contra del primer ministro radical cenrista Édouard Daladier, a quien acusaban de corrupción por proteger a los políticos implicados en el caso Stavisky. La manifestación desembocó en un motín callejero que dejó ocho derechistas muertos tras luchas con la policía en la plaza de la Concordia.
Algunos de estos grupos de ultraderecha se hacían llamar «ligas patrióticas» y abrazaban un nacionalismo extremo mezclado con xenofobia y antisemitismo. Rechazaban la democracia parlamentaria, a la que acusaban de «inacción» e «ineficacia» para poner fin a la crisis económica; al contrario, postulaban que la solución a los problemas del país pasaba por un régimen autoritario y violento. Como para otros movimientos en la Europa de la época, su máximo referente era el fascismo italiano y, a partir de 1933, el nacionalsocialismo.
Ante el creciente temor de ser desplazados por la extrema derecha en las preferencias de las masas obreras y de la pequeña burguesía, los socialistas de la Sección Francesa de la Internacional Obrera y los comunistas iniciaron acercamientos para apoyarse mutuamente. A esta unión se sumaron los miembros de izquierdas del Partido Republicano Radical-Socialista, y fundaron así el Frente Popular en 1935. Este ganaría las elecciones de mayo de 1936 y lograría elevar al cargo de primer ministro al socialista Léon Blum.

### El Frente Popular
El Gobierno de Blum estableció una serie de reformas sociales en favor de los trabajadores franceses, plasmadas en junio de 1936 en los acuerdos de Matignon entre la organización patronal francesa (la Confédération générale de la production française) y los sindicatos. Si bien mantenían la estructura económica del capitalismo, conquistaba y aseguraba derechos laborales para el proletariado francés: la semana de cuarenta horas, los contratos colectivos o las vacaciones pagadas —que sus pares alemanes o británicos disfrutaban hacía años—. El sostén parlamentario del régimen del Rassemblement Populaire eran los socialistas y los radical-socialistas, mientras que el Partido Comunista tuvo una influencia menor sobre los actos políticos concretos del Gobierno, aun cuando consiguió hacerse más visible.
Pero la tensión en la política internacional de Europa perjudicó los planes de Blum para impulsar sus políticas reformistas. Durante la guerra civil española —iniciada dos meses después de que el Front Populaire hubiera subido al Gobierno—, el régimen francés evitó intervenir a favor del bando republicano, temeroso de que, al hacerlo, lo derrocase una coalición entre los radicales y los partidos de derecha —lo que de hecho ocurriría con el Gobierno de Édouard Daladier en abril de 1938—. Por otra parte, desde el término de la Primera Guerra Mundial, la opinión pública francesa mantenía una actitud pacifista y se oponía a toda acción beligerante en Europa, salvo si estuviera dirigida directamente contra una amenaza de Alemania. Asimismo, la propaganda fascista y el «milagro económico» alemán causaban que los antiguos aliados de Europa Oriental enfriaran sus vínculos diplomáticos con Francia, donde el fascismo francés no ocultaba sus simpatías por los sublevados. Tampoco había garantías de que Gran Bretaña secundaría los esfuerzos bélicos franceses a favor de la República Española, mientras que el apoyo de la Italia fascista y la Alemania nazi a los sublevados españoles desalientaron a Blum de impulsar una política solidaria con el Gobierno republicano, por otra parte, rechazada por la aún potente derecha francesa.
De todas formas, Blum consiguió que su Gobierno permitiera la venta encubierta de armas a los republicanos españoles, además de facilitar el tránsito de armas para la República por suelo francés. Como resultado, se dañaron seriamente las relaciones políticas con Italia, mediante pugnas diplomáticas y periodísticas. En esas fechas, la clase política francesa resolvió no enfrentarse a Alemania ni a Italia sin contar previamente con la adhesión política y diplomática de Gran Bretaña; sin embargo, tal apoyo no se concretó, en cuanto el Gobierno de Neville Chamberlain postulaba mantener la política de apaciguamiento hacia nazis y fascistas. El Gobierno francés acabó compartiendo esta posición en foros internacionales como la Sociedad de las Naciones, al extremo de no emprender acción alguna en marzo de 1938, cuando la Alemania nazi se anexionó Austria, pese a que constituía una grave violación del Tratado de Versalles.
Como reacción ante la tensión internacional causada por el rearme del Tercer Reich, el Gobierno de Blum aumentó los gastos en armamento y patrocinó un ligero rearme desde fines de 1936. Pero la paulatina erosión del apoyo popular debido a la crisis económica, que persistía desde 1931, causó que el Front Populaire abandonase definitivamente el Gobierno en abril de 1938. Fue reemplazado por el gabinete del radical centrista Édouard Daladier, que dejó sin efecto el breve rearme de las Fuerzas Armadas y retomó la política de apaciguamiento: Francia evitaría implicarse en pugnas internacionales sin contar con la ayuda efectiva de Gran Bretaña. De este modo, el régimen de Daladier evitaría cualquier conflicto con Alemania e Italia, salvo que el Gobierno británico diera el primer paso hacia ello. En caso de silencio británico ante las potencias nazi-fascistas, Francia seguiría el ejemplo de Gran Bretaña.

## El fin de la República: junio de 1940

### Fracaso del apaciguamiento
La amenaza militar del Tercer Reich no pudo ser anulada mediante la política de apaciguamiento establecida por el Gobierno de Édouard Daladier desde 1938 y seguida por el primer ministro británico Neville Chamberlain. Cuando Hitler lanzó sus amenazas contra Checoslovaquia utilizando la crisis de los Sudetes como pretexto a mediados de 1938, Francia eludió hacer efectiva su alianza político-militar con los checoslovacos hasta que no lo hiciera Gran Bretaña. El régimen de Daladier aceptó después participar en la Conferencia de Múnich de septiembre de 1938, que concluyó en un rotundo triunfo diplomático para la Alemania nazi al lograr que franceses y británicos se negaran a defender militarmente a Checoslovaquia contra un ataque alemán, bajo pretexto de evitar así una guerra europea a gran escala.
Si bien Francia había empezado un pequeño programa de rearme en 1936 y lo reforzó en 1938, el Estado Mayor del Ejército francés no estaba preparado en su mayoría para enfrentar las tácticas de la Blitzkrieg. Los jefes militares franceses subestimaban el impacto de la aviación y los tanques en la guerra moderna y sobrevaloraban, en cambio, las defensas estáticas como la Línea Maginot, así como el poder de la artillería ligera contra los tanques. No obstante, después de que Alemania invadiera Checoslovaquia el 15 de marzo de 1939, los Gobiernos de Francia y Gran Bretaña acordaron detener por la fuerza todo nuevo intento de expansión germana, dando garantías de ayuda militar a Polonia ante un posible ataque alemán.
Tras la invasión alemana de Polonia, en septiembre de 1939, Francia y Gran Bretaña entraron formalmente en guerra con Alemania. No obstante, el Gobierno francés se abstuvo de lanzar operaciones bélicas contra territorio alemán, salvo la fugaz Ofensiva del Sarre, que el general Maurice Gamelin ordenó cancelar prontamente en los primeros días de septiembre de 1939. Durante los meses siguientes, Francia mantuvo la conocida como «guerra de broma» (drôle de guerre), sin movimientos de tropas a lo largo de la frontera con Alemania.

### Invasión alemana de Francia

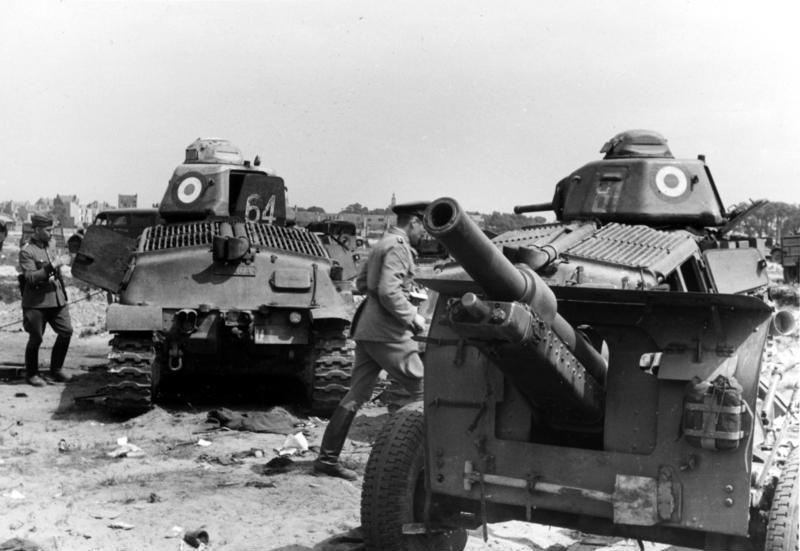
Dos tanques SOMUA S35s franceses destruidos examinados por soldados alemanes en mayo de 1940.

La calma en el frente acabó cuando el Tercer Reich lanzó su invasión contra Dinamarca y Noruega en abril de 1940, forzando con ello el envío urgente de tropas francesas en apoyo de Noruega, aunque todavía sin movimientos bélicos en la frontera franco-alemana. La lucha involucró directamente el territorio de Francia desde el 10 de mayo de 1940, con la invasión alemana simultánea de Bélgica, Holanda, y Luxemburgo, pasando luego las tropas germanas a atacar territorio francés.
Si bien las tropas francesas se dispusieron a afrontar la lucha con apoyo militar británico, las notables y tempranas victorias alemanas causaron una grave desmoralización entre la opinión pública francesa. Además que el esfuerzo militar francés no estaba preparado para la Blitzkrieg alemana, chocaba con la abierta hostilidad de fascistas locales y grupos de ultraderecha favorables a Alemania, y las negativas del Partido Comunista a apoyar la lucha para así acatar el pacto de no agresión firmado por la Unión Soviética y el Tercer Reich el 28 de agosto de 1939.
El potente avance de la Wehrmacht rompió el frente franco-británico y desorganizó las defensas francesas rebasándolas desde territorio belga, lo que tornó inútil la Línea Maginot. La coordinación acertada de la Luftwaffe alemana con su infantería y las divisiones de tanques de la Wehrmacht superaron con rapidez a las fuerzas francesas. A mediados de mayo, la pérdida total de Holanda, capitulada el 15 de mayo, más la sucesión ininterrumpida de triunfos germanos complicaron la situación francesa, agravada con la rendición de las fuerzas armadas de Bélgica ante los alemanes el 28 de mayo. Todo esto causó que la desmoralización francesa se extendiera de las masas populares al Gobierno mismo, mientras que la opinión pública mostraba escepticismo y enojo ante la clase política, que durante los anteriores años de lucha por el poder no había podido prever una reacción ante la invasión alemana.
Un violento contraataque franco-británico en Arrás consiguió detener temporalmente a las tropas alemanas el 21 de mayo, pero pronto las unidades germanas retomaron fuerzas y reiniciaron su avance sostenido, forzando a los británicos a evacuar sus tropas en Dunquerque entre el 26 de mayo y el 3 de junio para evitar un cerco masivo. Para esas fechas, las Fuerzas Armadas francesas habían perdido casi todas sus unidades de tanques y carros de combate, así como la mayor cantidad de tropas operativas, de forma que carecían de reservas suficientes para detener el avance alemán.
El Alto Mando de la Wehrmacht ordenó seguir el avance sobre el río Somme el 5 de junio, sin que los franceses pudieran evitarlo. Ante ello, el 10 de junio, el Gobierno francés ordenó evacuar París y declararla «ciudad abierta», en un ambiente de crudo derrotismo entre los políticos y las masas populares. Cuatro días después, las tropas alemanas entraban en París sin encontrar resistencia tras apenas 34 días de lucha. Esto terminó de hundir el ánimo de la opinión pública y generó que el gabinete y la Asamblea Nacional, refugiados en la ciudad de Burdeos, aceptaran llegar a un armisticio con Alemania.

### Rendición francesa y fin de la III República

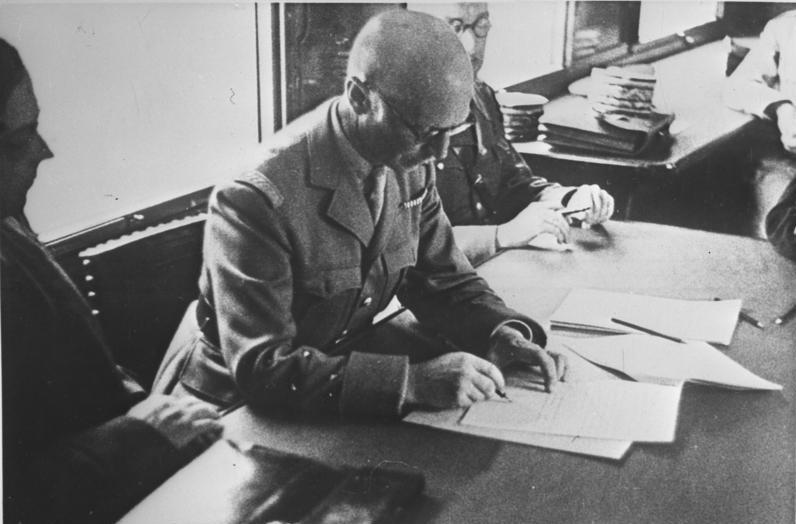
El general francés Charles Huntziger firmando como representante de Francia el armisticio con el Tercer Reich el 22 de junio de 1940.

El 16 de junio, el primer ministro Paul Reynaud renunció ante el presidente Albert Lebrun al evidenciarse que sus ministros presionaban por obtener un armisticio inmediato con Alemania. Reynaud fue sucedido por el ya anciano mariscal Philippe Pétain, quien, en un ambiente de derrotismo y desmoralización, requirió el inmediato alto al fuego con los alemanes como paso previo para asumir la jefatura del Gobierno.
Para hacer realidad el cese de la lucha, Pétain envió al general Charles Huntziger como jefe de la delegación francesa que firmó con los alemanes el armisticio del 22 de junio de 1940. Después, la Asamblea Nacional refugiada en Burdeos fue presionada por el político derechista Pierre Laval para entregarle poderes dictatoriales al mariscal Pétain, amenazando con que los nazis endurecerían las condiciones del armisticio en caso de rechazar esta exigencia. A estas presiones se unieron diversos políticos franceses decepcionados del parlamentarismo republicano o bien simpatizantes abiertos del nazismo.
Pese a las amenazas de Laval, en la sesión del 10 de julio de 1940, 80 parlamentarios rechazaron el otorgamiento de plenos poderes a Pétain, mientras que 569 votaron a favor. Con este último acto, el mariscal Pétain asumió poderes dictatoriales y unió en su persona las facultades de presidente y de primer ministro. En señal de rechazo al parlamentarismo, Laval logró que Pétain no fuese designado «presidente de la República», sino «jefe del Estado Francés»; con ello, la Tercera República quedaba extinta, siendo reemplazada en la práctica por el denominado «régimen de Vichy».

### Contemporáneas
- Bloch, Marc (2009). La extraña derrota. Testimonio escrito en 1940. Barcelona: Crítica. ISBN 84-9892-012-4.
- Chaves Nogales, Manuel (1941). La agonía de Francia. Montevideo: Claudia García.

### Secundarias
- De Bertier de Sauvigny, Guillaume (2009). Historia de Francia. Madrid: Rialp. ISBN 978-84-321-3716-7.
- Duclert, Vincent (2010). La République imaginée 1870-1914. Belin.
- Duroselle, Jean-Baptiste (2004). France and the Nazi threat 1932–1939: the collapse of French diplomacy. Nueva York: Enigma. ISBN 978-1-929631-15-5.
- Mommsen, Wolfgang J. (1973). La época del imperialismo. México: Siglo XXI.
- Nord, Phillipe (1995). The republican moment: struggles for democracy in nineteenth-century France. Harvard University Press.
- Price, Roger (1998). Historia de Francia. Madrid: Cambridge University Press. ISBN 84-8323-038-0.
- Rebérioux, Madeleine (1975). La République radicale ? 1898-1914. París: Seuil.
- Stone, Norman (1985). La Europa transformada, 1878-1919. México: Siglo XXI.